# ムンバイ
ムンバイ（マラーティー語: मुंबई, IPA: [mum.bəiː]、英: Mumbai）は、インドの西海岸に面するマハーラーシュトラ州の州都であり、ムンバイ市街県の都市である。
インド第2の大都市であり、首都デリーと共に南アジアを代表する世界都市の一つである。和名は孟買。

## 名称
1995年、ヒンドゥー至上主義の極右政党シヴ・セーナー（SS）が主導したことにより、英語での公式名称がボンベイ (Bombay) から、現地語（マラーティー語）での名称にもとづくムンバイへと変更された。
2016年2月、英紙インディペンデントのアモル・ラジャン編集長は、「ムンバイは極右が望む名称のため」同紙では旧称ボンベイに戻すことをBBCラジオで発表した。

## 概要
ムンバイ市域人口は1,248万と世界でも有数。ムンバイ新市街として建設されたナビムンバイ（新ボンベイ）やムンバイの衛星都市として発展してきたターネーなど周辺の大都市をも含めた都市圏人口は、2016年時点で2,288万人であり、世界第6位の巨大な大都市圏を形成している。2014年のムンバイの域内GDPは1508億ドルで国内でデリー首都圏に次ぐ規模。人口の増加は、2035年までに700万人以上が増加すると予想されており、現状でも住宅や道路、上・下水道などのインフラの整備が追い付かない状況が、今後さらに悪化すると見られている。
日本の民間研究所が2016年に発表した「世界の都市総合力ランキング」では、世界39位と評価された。また、アメリカのシンクタンクが2016年に発表した世界都市ランキングにおいて、世界44位と評価されており、インドでは首都ニューデリーを上回り首位である。天然の良港に恵まれていることもあり、国全体の海上貨物の半数以上を担う港湾都市でもある。
ムンバイは国内随一の商業及び娯楽の中心都市であり、国全体のGDPのうち5%、工業製品の25%、海運の40%、資本取引の70%を計上する。国際金融フローにおいては、アジア有数の金融センターとして、インド準備銀行、ボンベイ証券取引所、インド国立証券取引所といった官民の金融機関をはじめ、多くのインド企業の本社や多国籍企業の主要拠点が置かれる。ビジネス機会が豊富なムンバイには、より大きな事業機会や比較的高い生活水準を求め国内各地から多くの人が集まり、様々な宗教・文化の集積地ともなっている。

## 歴史

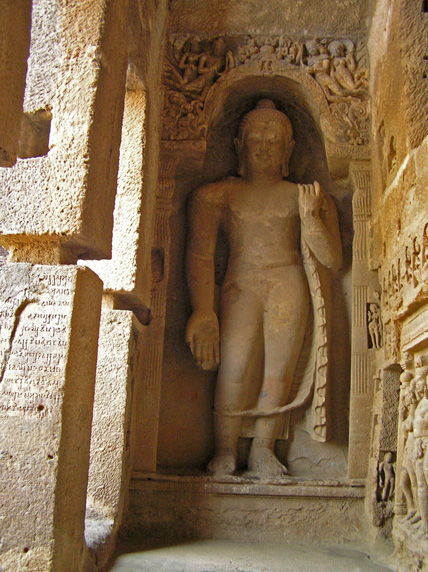
カーンヘーリー石窟群のブッタ像

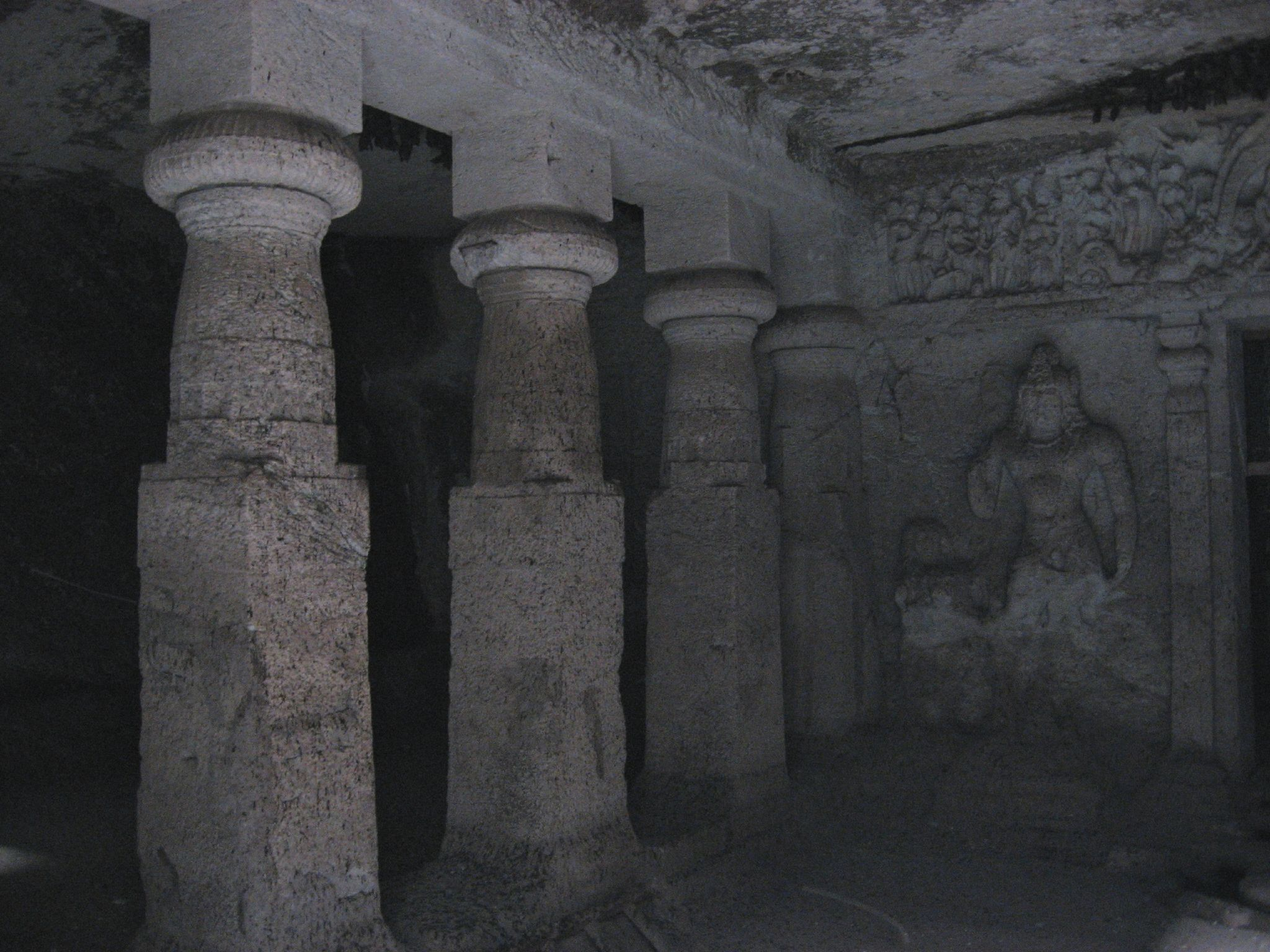
シャンカール石窟

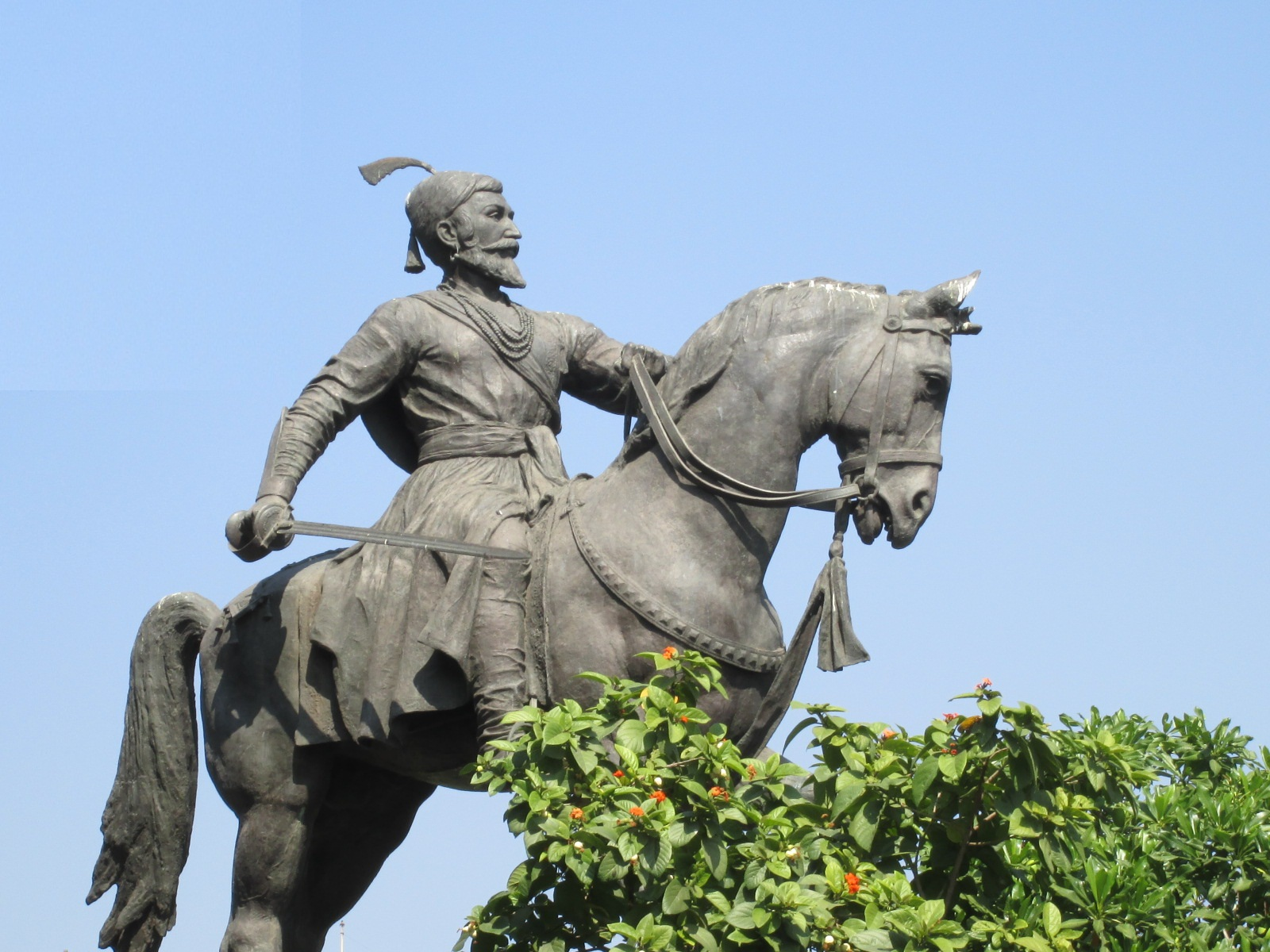
英雄シヴァージー銅像

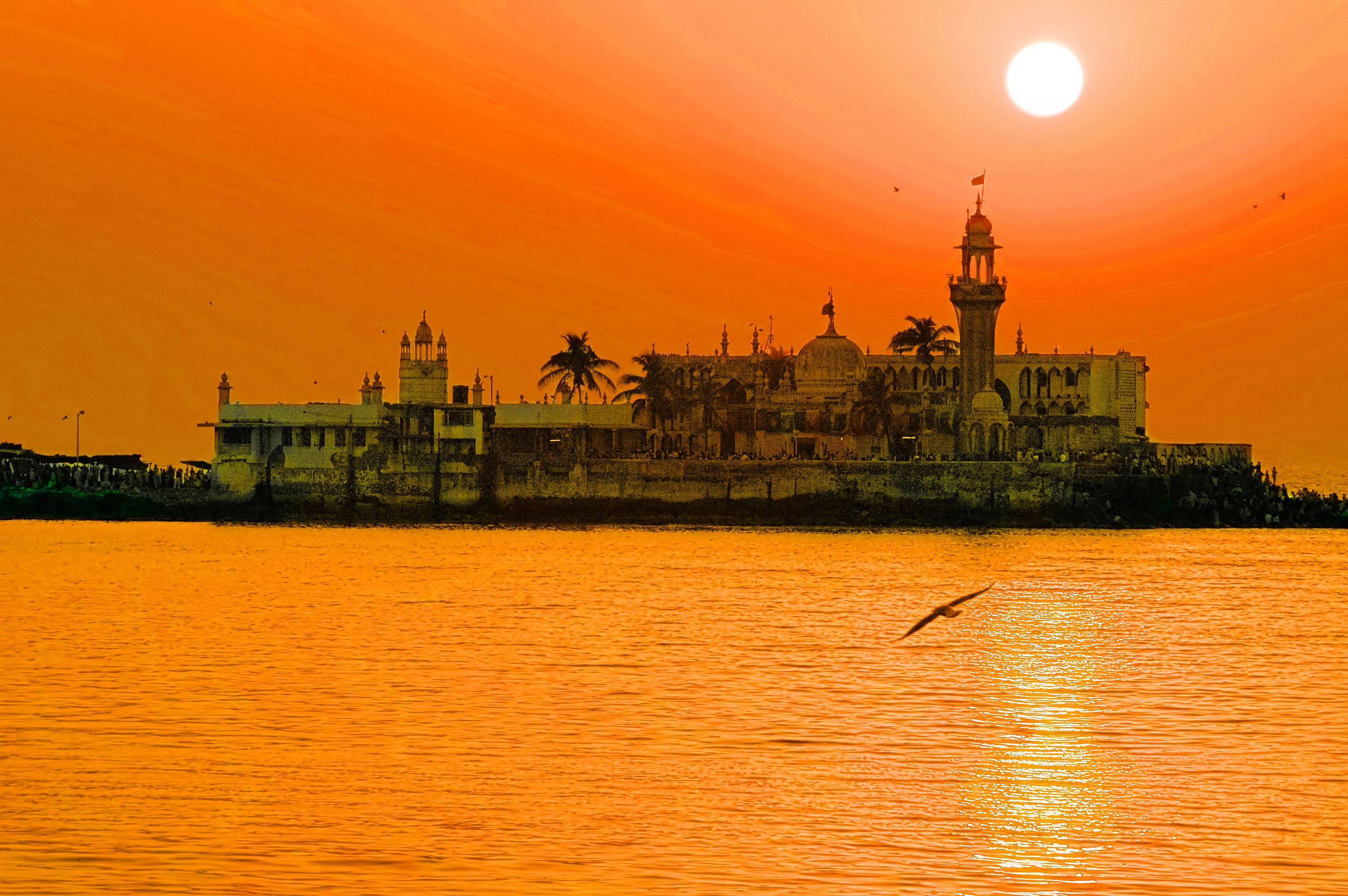
ハジアリ廟

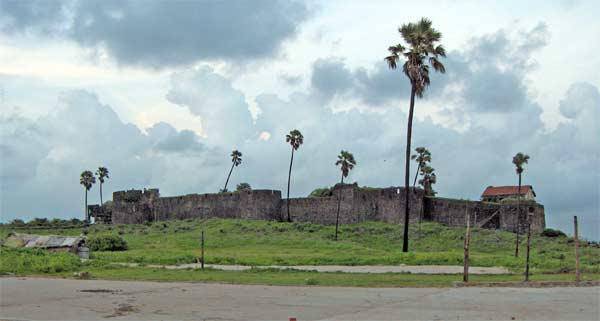
ポルトガルの城塞

主要記事：History of Mumbai
ムンバイの歴史は古く紀元前までさかのぼる。マウリヤ朝やサータヴァーハナ朝、ラーシュトラクータ朝、デリー・スルターン朝等の時代の変遷と共に、歴史を経てきた。
1534年にグジャラート・スルターン朝のバハードゥル・シャーからこの地域を譲り受けたポルトガルが、ゴアの補助港としての小島に城塞を築き、キリスト教会を建て、ここを「ボンベイ」と呼んだ。この名はポルトガル語のボン・バイア（良港）に由来するといわれるが、それ以前からこの地の呼称として使用されていた「ムンバイ」という名は、当時漁民の信仰をあつめていたシヴァ神妃パールヴァティーの異名、ムンバによるとの説がある。当時は北からパレル、マヒーム、ウォルリ、マザガオン、ボンベイ、小コラバ、コラバの7つの島からなっていた。
1661年、ポルトガルのカタリナ王女がイギリスのチャールズ2世と結婚する際、ボンベイは持参金としてイギリス側に委譲された。その植民地時代にはボンベイ管区の中枢として、城塞の中に公会堂・税関などさまざまなイギリス風の施設が建設された。1668年、英国王家はこれを10ポンドでイギリス東インド会社に貸し付け、対岸に良港があったことから1687年にはインドにおける拠点となり、それまでの海軍の基地であったスーラトは 17世紀後半にマラーター王国のシヴァージーによる攻撃を受けて衰退していった。そのため、イギリスはムンバイに商業拠点を移すことになった。
スーラトから東インド会社の海軍が移され、ボンベイ海軍と名付けられた。ボンベイ海軍はインド洋の海賊討伐を行い、また1735年にはスラトから造船所もボンベイに移転した。こうして、18世紀末にはインド最大の造船業を持つようになったボンベイはインドの西海岸における海運や貿易の要衝となっていった。ボンベイ海軍は1830年にインド海軍と改称され、1863年にイギリス海軍に統合され消滅するまでボンベイを拠点とし続けた。こうしてボンベイが重要性を増していくにつれ、すこしずつ島の間の埋め立てが進められて市街地として発展した。最終的には1845年にHornby Vellardの計画した大規模な干拓が行われ、これによってムンバイの7つの島は完全に大陸の一部となった。
1820年代に入ると、汽船の航行能力が向上したことによりイギリス・インド間の汽船航路開設が叫ばれるようになった。この航路をめぐってはカルカッタ財界の支持する喜望峰ルートとボンベイ財界の支持するスエズ地峡ルートの間で競争となったが、結局ボンベイの推すスエズルートが勝利して、1837年にスエズとの間に定期蒸気船航路が開設されるようになった。これによってボンベイはインドの玄関口となり、以降インド最大の貿易港として発展していった。1854年には東インド会社に代わりP&O社がボンベイ・スエズ航路を担当することとなった。1853年にはボンベイと北郊の都市ターナーとの間にインド初の鉄道が開通し、やがてインド全土に張り巡らされた鉄道によってボンベイは貿易港としてますます発展していった。1850年代には多くの綿紡績工場も建設され、この地の産業を大きく発展させた。とくに1861年 - 1865年のアメリカ南北戦争では、アメリカからイギリスへの綿花輸出が停止したことから、ボンベイの綿織物業は飛躍的に拡大する。1869年のスエズ運河開通によってボンベイは直接ヨーロッパと結ばれることとなり、ボンベイ港の重要性はさらに高まった。
ボンベイ財界はカルカッタやマドラス財界と異なり、綿織物工業を基盤としたインド人資本家が多数存在した。ジャムシェトジー・タタが拠点としたのもボンベイである。1903年にはタタの手によってタージマハル・ホテルが建設され、世界有数の高級ホテルとなった。こうしたインド人による経済の発展は労働運動や民族運動をも生み出し、インド国民会議派の創立大会も1885年にボンベイにて行われ、以後も活発な民族運動が行われた。
20世紀、二度の世界大戦を通じてボンベイはコルカタ（カルカッタ）を抜く商工業都市となり、1947年のインド独立後もボンベイ州の州都として発展を続けた。インド独立に際しては、ティラクやマハトマ・ガンディーらの民族運動の拠点ともなった。しかしインド政府が言語ごとに州を再編する、いわゆる言語州の政策を打ち出すと、ボンベイの帰属が問題となった。ボンベイ自体は歴史的に西のデカン高原地域とのつながりが深かったものの、ボンベイ市におけるデカン高原地域のマラーティー語を話す住民は4割にすぎず、残りは非マラーティー語系住民であるうえ、経済の実権は非マラーティー語系住民が握っていたためである。結局、他の言語州から4年遅れて、1960年にボンベイ州は北部がグジャラート州、南部がマハーラーシュトラ州へと分割され、ボンベイは後者の州都となった。しかし、それでもマラーティー系住民がこの町では主導権を握っていないことには変わりなく、この不満を受ける形でマラーティー民族主義を掲げる政党シヴ・セーナーが勢力を拡大していった。1985年の選挙で、シヴ・セーナーは国民会議派を破ってボンベイ市議会の与党となり、市の呼称をマラーティー語のムンバイへと変更する運動を展開し、1995年には、英語での公式名称がボンベイからムンバイへと正式に変更された。
2008年11月26日、ムンバイ同時多発テロが起こり多数の死傷者が出た。

## 地理

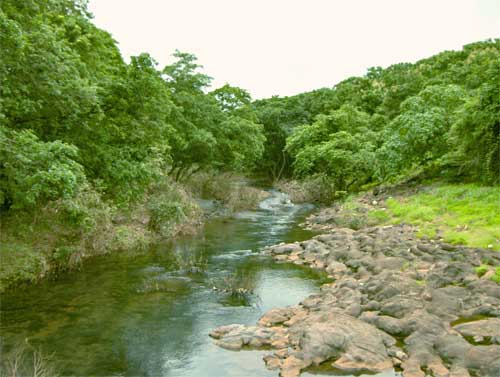
サンジャイ・ガンディー国立公園 −自然保護指定区域。

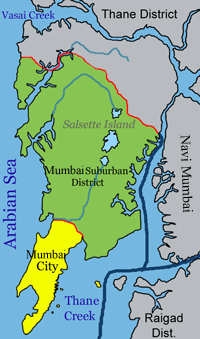
ムンバイの二つの地区。緑色の部分がムンバイ郊外県、黄色がムンバイ市街県

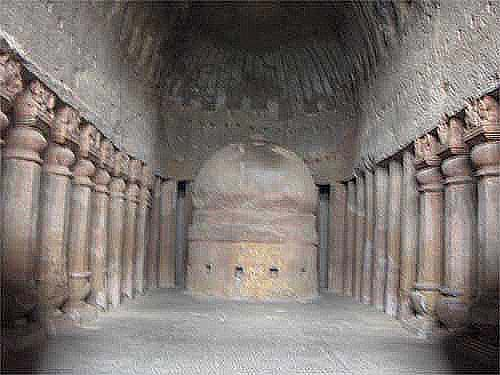
カーンヘーリー石窟群

ムンバイは、インド西海岸のアラビア海に注ぎ込むウルハース川の河口付近にあるボンベイ島、およびその北に広がるサーシュティー島にある。この両島は現在は埋め立てによって繋がっており、ボンベイ島はサーシュティー島の南に向かって伸びる半島となっている。かつての両島の境界には、両側に細い入り江が伸びるのみとなっている。中心部は南のボンベイ島の南部にあるフォート地区で、そこから北に向かって市街地が伸びていった。フォート地区の南にあるコラバ地区も19世紀以降開発の進んだ古いエリアで、インド門やタージマハル・ホテルはこの地区にある。フォート地区の東側がボンベイ港であり、ボンベイの発展の原動力となってきた。フォート地区の西側にもバック・ベイと呼ばれる湾が広がっている。バックベイを挟んでフォート地区の反対側にあるマラバールの丘はボンベイ有数の高級住宅街となっている。沈黙の塔が立っているのもマラバールの丘である。
ムンバイは行政的にはマハーラーシュトラ州に属し、ムンバイ市地区とムンバイ郊外地区の2つの地区からなっている.。市の中心部はムンバイ市地区に属し、一般的にはアイランド・シティーや南ムンバイと呼ばれる。ムンバイの市域総面積は603.4km2であり).、このうち郊外地区が437.71 km2 、ムンバイ市地区が67.79 km2である。この二つはBrihanmumbai Municipal Corporation（大ムンバイコーポレーション、BMC)の管轄下にあるが、残りの地域は防衛地域、ムンバイ港トラスト、原子力委員会、ボリバリ国立公園などに属し、BMCの管轄下には入っていない.。
ムンバイはコンカン海岸と呼ばれるインドの西海岸に位置し、サーシュティー島の南部を市域に含むが、島の北部はターネー県に属する。市の西部はアラビア海に面している。南部の半島上に位置するムンバイ市街の大部分は海面程度の低地にあるが、北部の郊外地区には10〜15m程度のところも多い。ムンバイ市全体の平均標高は14mである。北部郊外には丘が多く、最高地点は海抜450mである.。
北部郊外にはサンジャイ・ガンディー国立公園（ボリバリ国立公園）は自然保護指定区域になっており、総面積103.09 km2（東京ドーム約22個分）の大きな国立公園である。公園の敷地内には、古代仏教遺跡のカーンヘーリー石窟群（紀元前1世紀から10世紀にかけて造られた古代仏教の石窟寺院群で、109もの石窟がある)ほかに、ジャイナ教寺院がある。また、インドヒョウやアクシスジカ、ヌマワニ、サンバー、サル等々の野生動物や野鳥が数多く生息し、サファリツアーもある。

## 気候
ムンバイは熱帯に属し、ケッペンの気候区分においてはサバナ気候に属する。ムンバイの季節は、明瞭な雨季と乾季に区分される。雨季はおおよそ6月から9月までで、湿度が高く、気温は30 °Cを超える。6月から9月の間は南西からのモンスーンによる雨が降り、年間2200mmの降雨量はこの時期にほとんどが降る。乾季はおおよそ11月から5月で、湿度は雨季よりはやや下がるものの極度に乾燥はしない。温暖な気候であるものの、降雨はほとんどない。1月と2月はやや冷たい北風が吹く。年間平均気温は27.5℃である。平均最高気温は31.7°C、平均最低気温は22.1°Cである。年間平均降水量は2,167mmである。最高気温記録は1982年3月28日に記録された40.2℃、最低気温記録は1962年1月27日に記録された7.4℃である。
| ムンバイの気候                                                             | ムンバイの気候 | ムンバイの気候 | ムンバイの気候 | ムンバイの気候 | ムンバイの気候 | ムンバイの気候 | ムンバイの気候 | ムンバイの気候 | ムンバイの気候 | ムンバイの気候 | ムンバイの気候 | ムンバイの気候 | ムンバイの気候   |
| 月                                                                         | 1月            | 2月            | 3月            | 4月            | 5月            | 6月            | 7月            | 8月            | 9月            | 10月           | 11月           | 12月           | 年               |
| -------------------------------------------------------------------------- | -------------- | -------------- | -------------- | -------------- | -------------- | -------------- | -------------- | -------------- | -------------- | -------------- | -------------- | -------------- | ---------------- |
| 最高気温記録 °C （°F）                                                     | 35.6 (96.1)    | 36.9 (98.4)    | 40.2 (104.4)   | 39.4 (102.9)   | 39.5 (103.1)   | 35.4 (95.7)    | 32.4 (90.3)    | 33.6 (92.5)    | 34.0 (93.2)    | 37.5 (99.5)    | 38.2 (100.8)   | 35.7 (96.3)    | 40.2 (104.4)     |
| 平均最高気温 °C （°F）                                                     | 30.6 (87.1)    | 31.3 (88.3)    | 32.7 (90.9)    | 33.1 (91.6)    | 33.3 (91.9)    | 31.9 (89.4)    | 29.8 (85.6)    | 29.3 (84.7)    | 30.1 (86.2)    | 32.9 (91.2)    | 33.4 (92.1)    | 32.0 (89.6)    | 31.7 (89.1)      |
| 日平均気温 °C （°F）                                                       | 24.5 (76.1)    | 24.8 (76.6)    | 26.9 (80.4)    | 28.7 (83.7)    | 30.2 (86.4)    | 29.2 (84.6)    | 27.7 (81.9)    | 27.3 (81.1)    | 27.7 (81.9)    | 28.7 (83.7)    | 28.0 (82.4)    | 26.3 (79.3)    | 27.5 (81.51)     |
| 平均最低気温 °C （°F）                                                     | 16.4 (61.5)    | 17.3 (63.1)    | 20.6 (69.1)    | 23.7 (74.7)    | 26.1 (79)      | 25.8 (78.4)    | 24.8 (76.6)    | 24.5 (76.1)    | 24.0 (75.2)    | 23.1 (73.6)    | 20.5 (68.9)    | 18.2 (64.8)    | 22.1 (71.8)      |
| 最低気温記録 °C （°F）                                                     | 13.5 (56.3)    | 14.6 (58.3)    | 16.1 (61)      | 21.1 (70)      | 23.3 (73.9)    | 22.2 (72)      | 22.2 (72)      | 22.6 (72.7)    | 19.9 (67.8)    | 21.4 (70.5)    | 17.9 (64.2)    | 13.7 (56.7)    | 13.5 (56.3)      |
| 雨量 mm （inch）                                                           | 0.6 (0.024)    | 1.5 (0.059)    | 0.1 (0.004)    | 0.6 (0.024)    | 13.2 (0.52)    | 574.1 (22.602) | 868.3 (34.185) | 553.0 (21.772) | 306.4 (12.063) | 62.9 (2.476)   | 14.9 (0.587)   | 5.6 (0.22)     | 2,401.2 (94.536) |
| 平均降雨日数                                                               | 0.1            | 0.1            | 0              | 0.1            | 1.0            | 14.9           | 24.0           | 22.0           | 13.7           | 3.2            | 1.1            | 0.4            | 80.6             |
| % 湿度                                                                     | 69             | 67             | 69             | 71             | 70             | 80             | 86             | 86             | 83             | 78             | 71             | 69             | 74.9             |
| 平均月間日照時間                                                           | 269.7          | 259.9          | 272.8          | 285.0          | 297.6          | 150.0          | 74.4           | 74.4           | 165.0          | 238.7          | 246.0          | 254.2          | 2,587.7          |
| 出典1：IMD - Period 1951-1980 , NOAA (extremes, mean, humidity, 1971-1990) |                |                |                |                |                |                |                |                |                |                |                |                |                  |
| 出典2：HKO (sun only, 1971–1990)                                           |                |                |                |                |                |                |                |                |                |                |                |                |                  |

## 経済

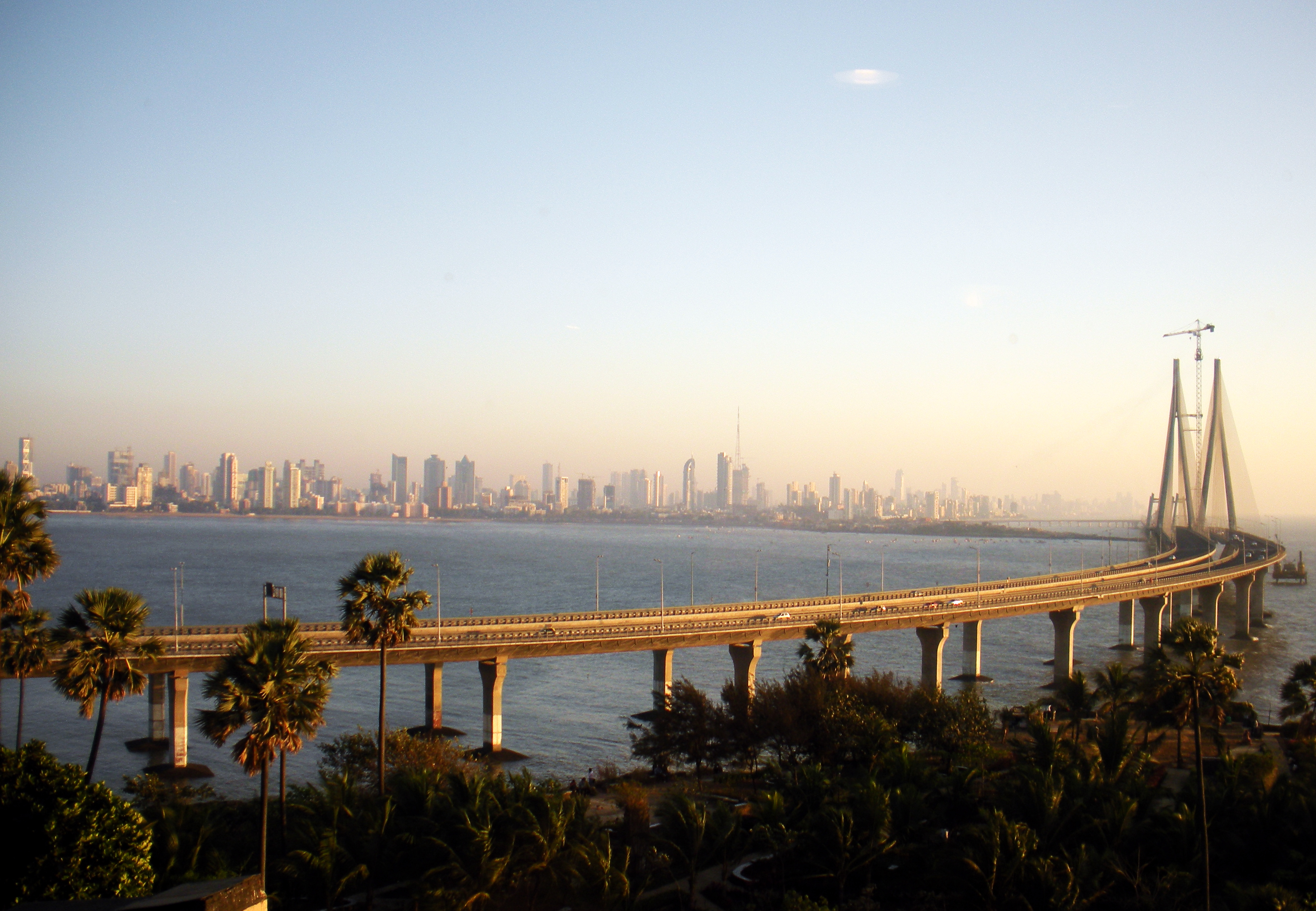
ムンバイ湾にまたがるシーリンク

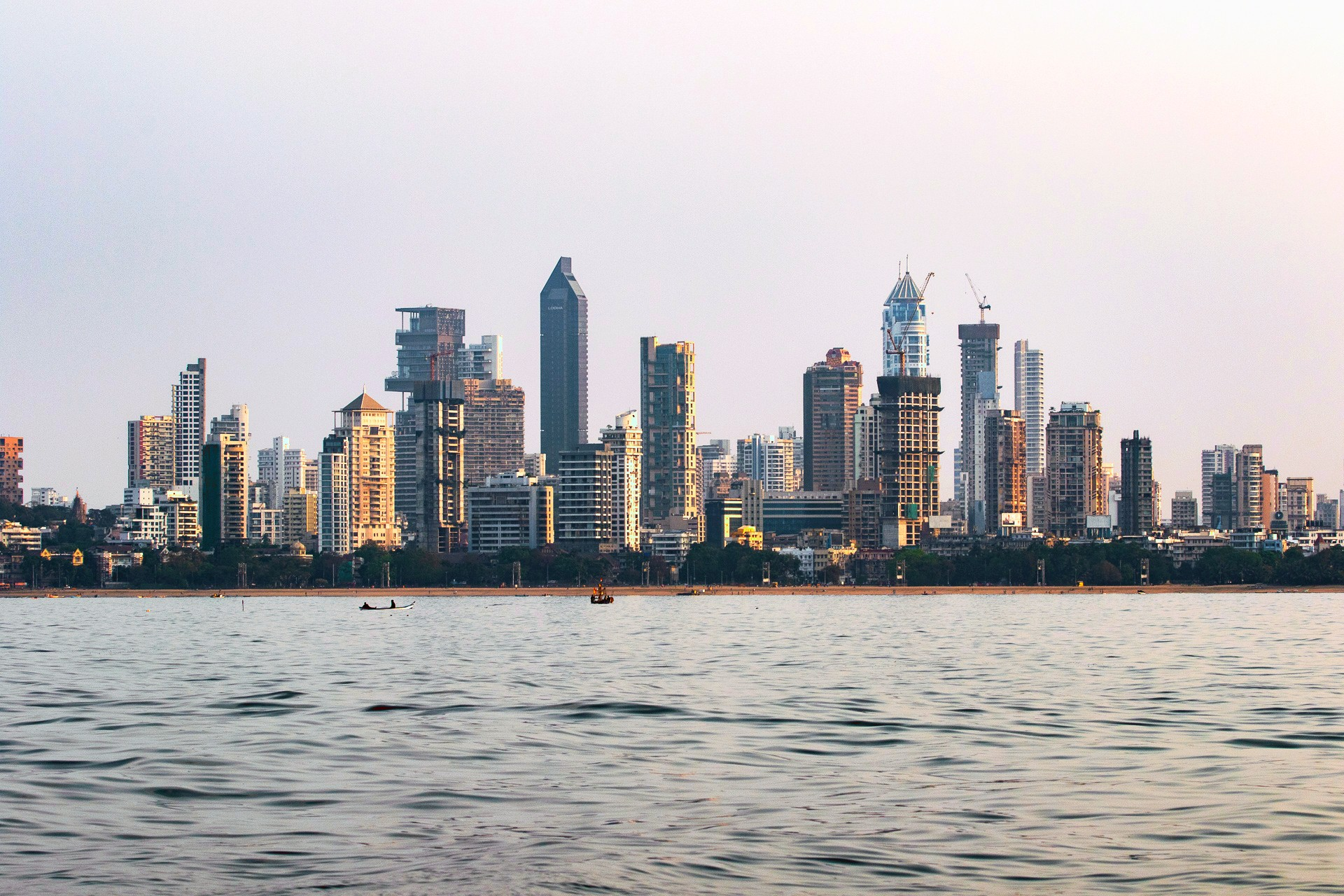
ムンバイのスカイライン

ムンバイは国内経済の中心都市として重要拠点となっている。2019年イギリスのシンクタンクの調査によると、世界第72位の金融センターと評価されている。
ムンバイは、国全体の全工場雇用者数の40%、全所得税収入の40%、関税収入の60%を計上する。中心市街地には、インド準備銀行、ボンベイ証券取引所、インド国立証券取引所、インド造幣局といった国内の金融機関を初め、タタ・グループ (Tata Group)、ゴドレージ・グループ (Godrej Group)、リライアンス (Reliance) など多くのインド企業の本社、国外の金融機関、多国籍企業の拠点が置かれている。また、ムンバイはマハーラーシュトラ州の州都であり、連邦政府と州政府の職員数も多い。
現在では金融都市となったムンバイも、1980年代までは繊維工業および港湾貿易に大きく依存していた。しかしその後、地域経済の基盤は工業、ダイヤモンド加工業、ヘルスケア、IT産業といった分野へと大きく裾野を広げて現在に至った。
娯楽産業もムンバイの重要な産業の一つである。ほとんどの国内主要テレビ局や衛星ネット局、出版社はムンバイに本社を置いている。インド映画業界のうち、国内最大のヒンディー語娯楽映画産業の中心地でもあり、ハリウッドをもじって「ボリウッド」として現在世界的に知られる。マラーティー語のテレビ映画産業も、ここムンバイにある。
フォーブスによると、ムンバイは世界で10番目にビリオネアが多い街である。その一方で経済格差も著しい。

### 不動産事情
盛んな経済活動に伴い、不動産価格の高騰が続いている。ムンバイに限ったことではないが100年以上経過した劣悪な建物物でも需要がそれなりに存在しており、モンスーンの時期になるとしばしばビルの倒壊事故が発生する。2013年にはターネー・ビル倒壊事故が発生して74人が死亡したほか、2017年7月には17人が、翌8月には33人が死亡する倒壊事故が発生した。

## 人口統計

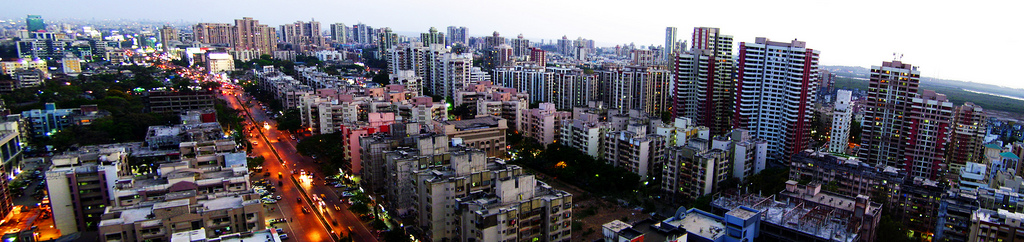
建ち並ぶムンバイ市の高層ビル群

| ムンバイの宗教 | ムンバイの宗教 | ムンバイの宗教 | ムンバイの宗教 | ムンバイの宗教 |
| -------------- | -------------- | -------------- | -------------- | -------------- |
| 宗教           |                |                | パーセント     |                |
| ヒンドゥー教   | ヒンドゥー教   |                | 67.39%         | 67.39%         |
| イスラム教     | イスラム教     |                | 18.56%         | 18.56%         |
| 仏教           | 仏教           |                | 5.22%          | 5.22%          |
| キリスト教     | キリスト教     |                | 4.2%           | 4.2%           |
| その他         | その他         |                | 4.63%          | 4.63%          |

2011年センサスによると、ムンバイの人口は12,479,608人だった。人口密度は1平方キロメートルあたり約20,482人と推定されている。これは1人につき4.5平方メートルの生活空間があるという計算になる。
このセンサスではムンバイの識字率は94.7%であり、86.7%の全国平均よりも高くなっている。人口の性比は男性1,000人に対し、ムンバイ市街県で女性が838人、ムンバイ郊外県で857人であり、ムンバイ市域全体では848人となる。これはインドの全国平均である男性1,000人に対し女性914人という数値に対して、明らかに男性が過大となっている。これはムンバイがインド最大の都市であり、仕事を求めてやってくる男性労働者が非常に多いことに由来する。

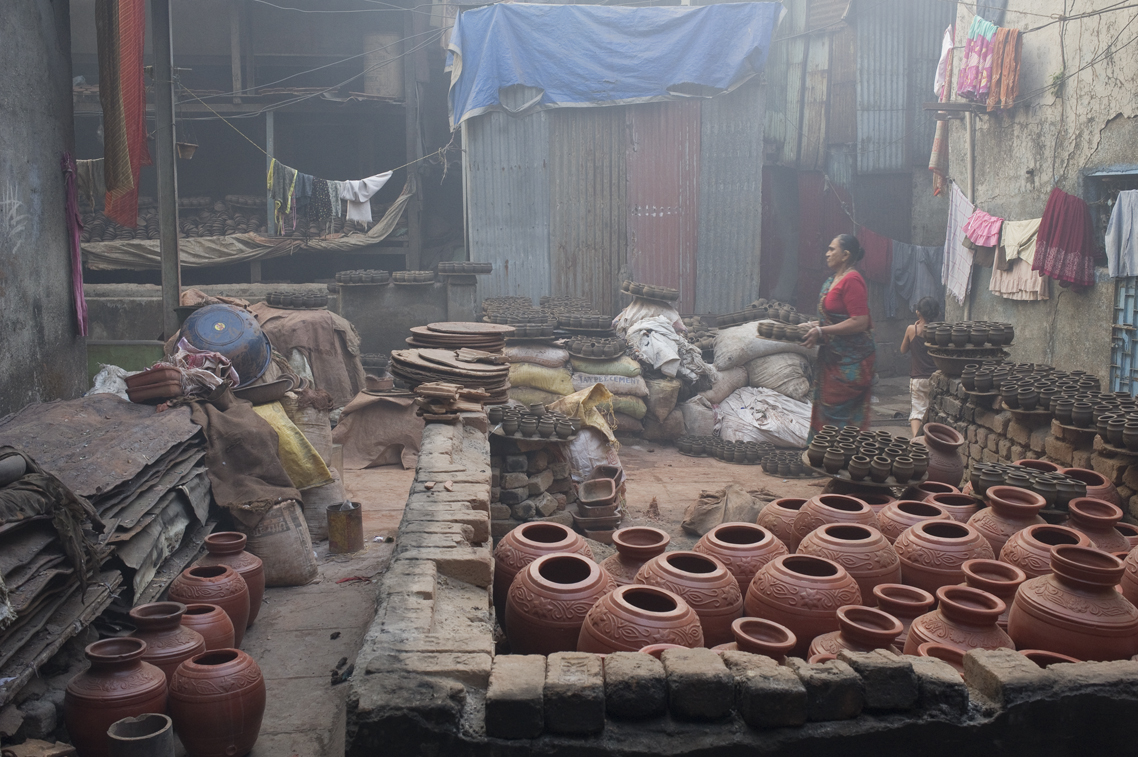
ダーラーヴィー地区は1887年の、イギリス植民地時代の人種差別政策より生まれた。

ムンバイ市民の宗教は、ヒンドゥー教が最も多く67.39％を占め、以下イスラム教徒(18.56%)、仏教徒(5.22%)、ジャイナ教徒（3.99％）、キリスト教徒(4.2%)、シク教徒(0.58%)、他にわずかなパールシー（ゾロアスター教徒）やユダヤ教徒が存在する。
地元のキリスト教徒には、ポルトガル人の布教によって18世紀から19世紀に改宗した東インド人が含まれる。ムンバイには約80,000人のパールシーが居住しており、インド最大のコミュニティを形成している。
インドには大きく2種類のスラムが存在する。認可されているスラムと認可されてないスラムだ。中央政府が1956年に制定したスラム法は、認可されたスラムの住民は法的に保護され、補償なしには強制的に退去されない。1995年以降、ムンバイ中心部のダーラーヴィー地区は州政府との合意のもとで住民たちがここで暮らすことが認可され、不十分だが水道も引かれている。アジア第2の規模を持つスラム街と喧伝されるが、裕福な人や、運転手やオフィスワーカーなど、外で仕事を持っている人も多い。また、季節労働者として農閑期に仕事を求めてやってくる人も多いため、ダーラーヴィーの人口の流動性はかなり高い。ダーラーヴィー地区の再開発計画には、多くの海外企業が名乗り出ている。

## 言語
最も話者が多いのは、州の公用語であるマラーティー語だが（42％）、それにグジャラート語（19％）が続き、残りはインド各地や世界各国から流入してきた各種言語が話されている。特に公用語である英語やヒンディー語も第２、第３言語として広く通用している。
ムンバイで制作される映画はヒンディー語のものが多い。

## 交通

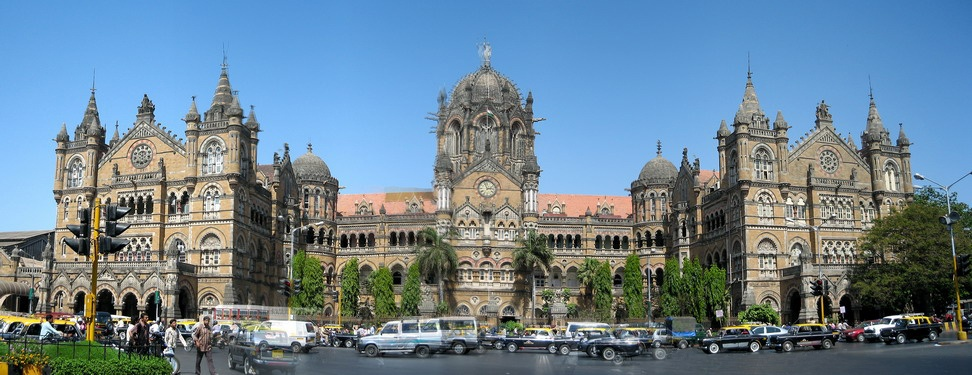
チャトラパティ・シヴァージー・ターミナス駅- ユネスコの世界遺産

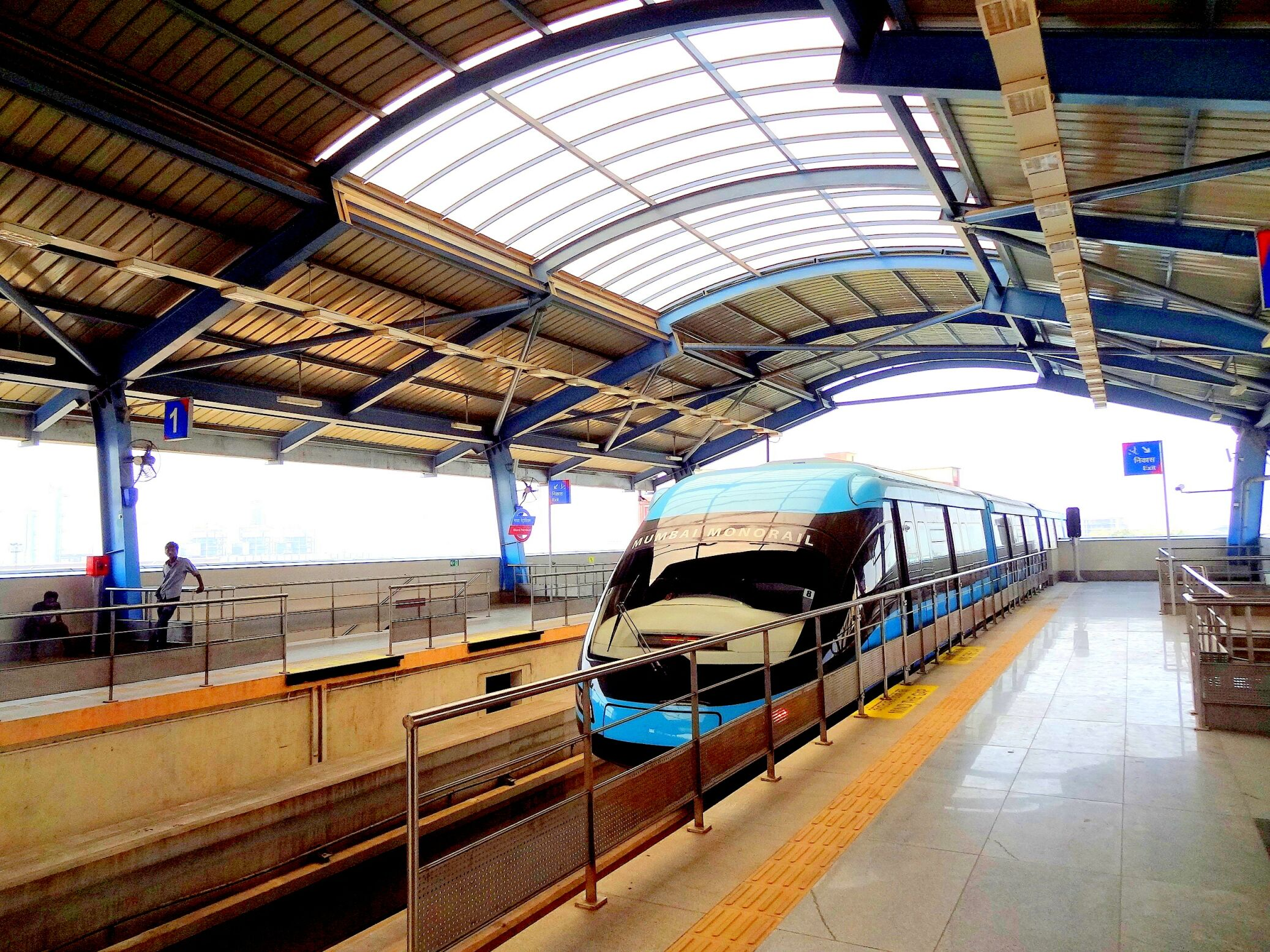
ムンバイ・モノレール

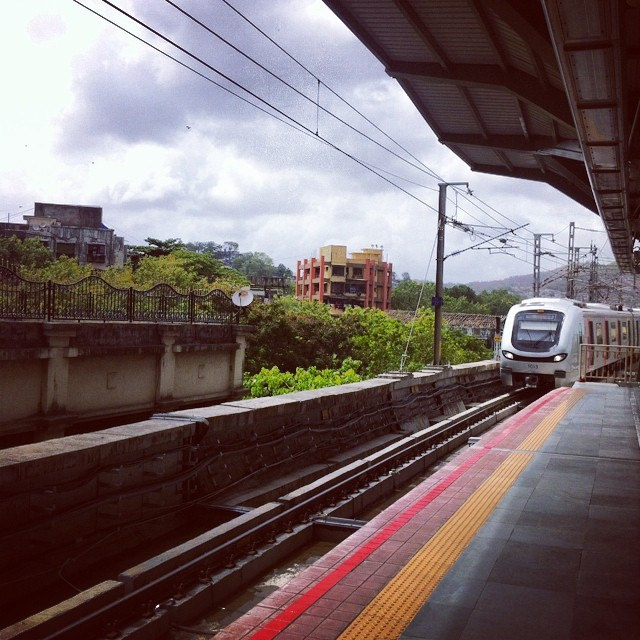
ムンバイ・メトロ

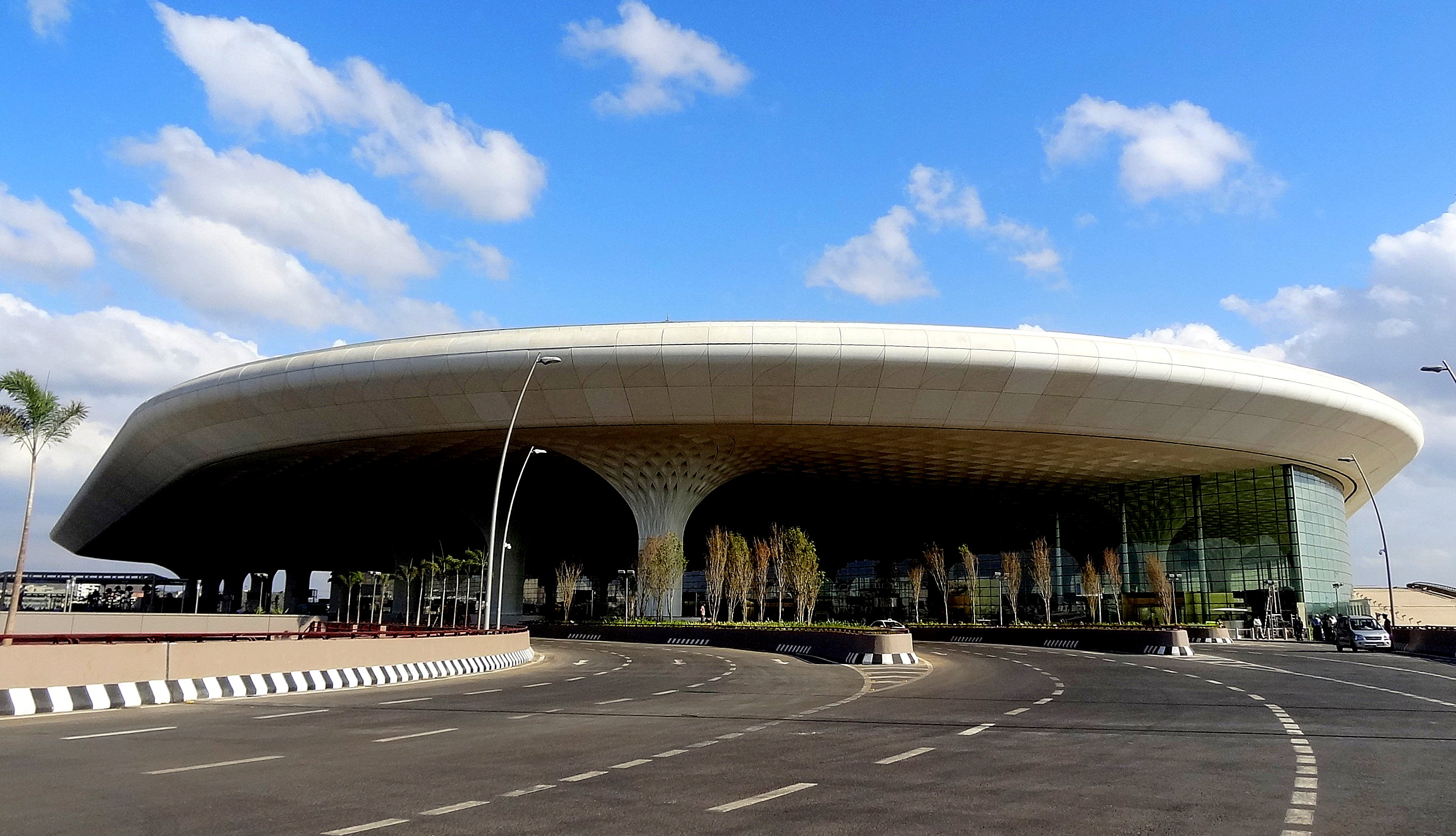
チャトラパティ・シヴァージー国際空港ターミナルT2

ムンバイの公共交通機関には、ムンバイ近郊鉄道、モノレール、ムンバイ・メトロ、BESTバス、タクシー、オート・リクシャー、フェリー、航空機がある。
ムンバイ近郊鉄道は、セントラル鉄道 (CR) およびウェスタン鉄道 (WR) の二つの鉄道網をムンバイに敷いている。
セントラル鉄道はチャトラパティ・シヴァージー・ターミナス駅（乗降客数が、インドで最も多い駅である。）を本部にしており、カバーエリアは市内中央部、北東部、東南部、近郊地域である。ウェスタン鉄道はチャーチゲート駅を本部とし、市内西部を中心に近郊地域もカバーしている。2014年6月8日にムンバイ・メトロ1号線が開通した。車両は中国の南京浦鎮車輛廠製。長距離鉄道では、インド国鉄がムンバイと国内各都市を結んでいる。
BEST（ブリハンムンバイ電力交通公社）は市バスを運行しており、市内の大部分をカバーする。2階建てバスやエアコンバスを運行しており、市民は短中距離通勤にバスを利用する。なぜならば、鉄道が長距離通勤の際に運賃を抑えられるのに対し、短中距離通勤の際にはバスの方が交通費を抑えられるためである。また、タクシー（黒と黄色のツートンに塗り分けられた車体）とオート・リクシャーも市民の足となっている。
チャトラパティ・シヴァージー国際空港は市内から34kmのところにある空の玄関口であり、南アジアで最も乗降客数の多い空港である。ムンバイはインド全体の旅客空輸のうち、国内便は25%、国際便では38%を担っている。日本からは全日本空輸（ANA）とエアインディアがそれぞれ成田国際空港から直行便を運航している。

## 港

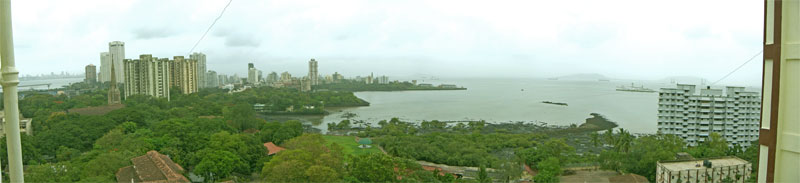
ムンバイ港

ムンバイには、ジャワハルラール・ネルー港とムンバイ港という2つの主要港がある。ジャワハルラール・ネルーはコンテナ貨物の取扱数量で全インドの60%を占め、ムンバイ港ではインド北西部向け在来貨物が多く扱われていることから、ムンバイ地区はインドの海の玄関口であると言える。インド海軍の西部方面海軍艦隊コマンド拠点基地があり、造船所もある。

## 観光
英国の旅行ガイドブック「Rough Guides」が2014年に発表した「世界で最も魅惑的な20都市」ランキングで、ムンバイ市がアジア最高の５位にランクインした。
ムンバイ市内の主な観光地は下記の通り。

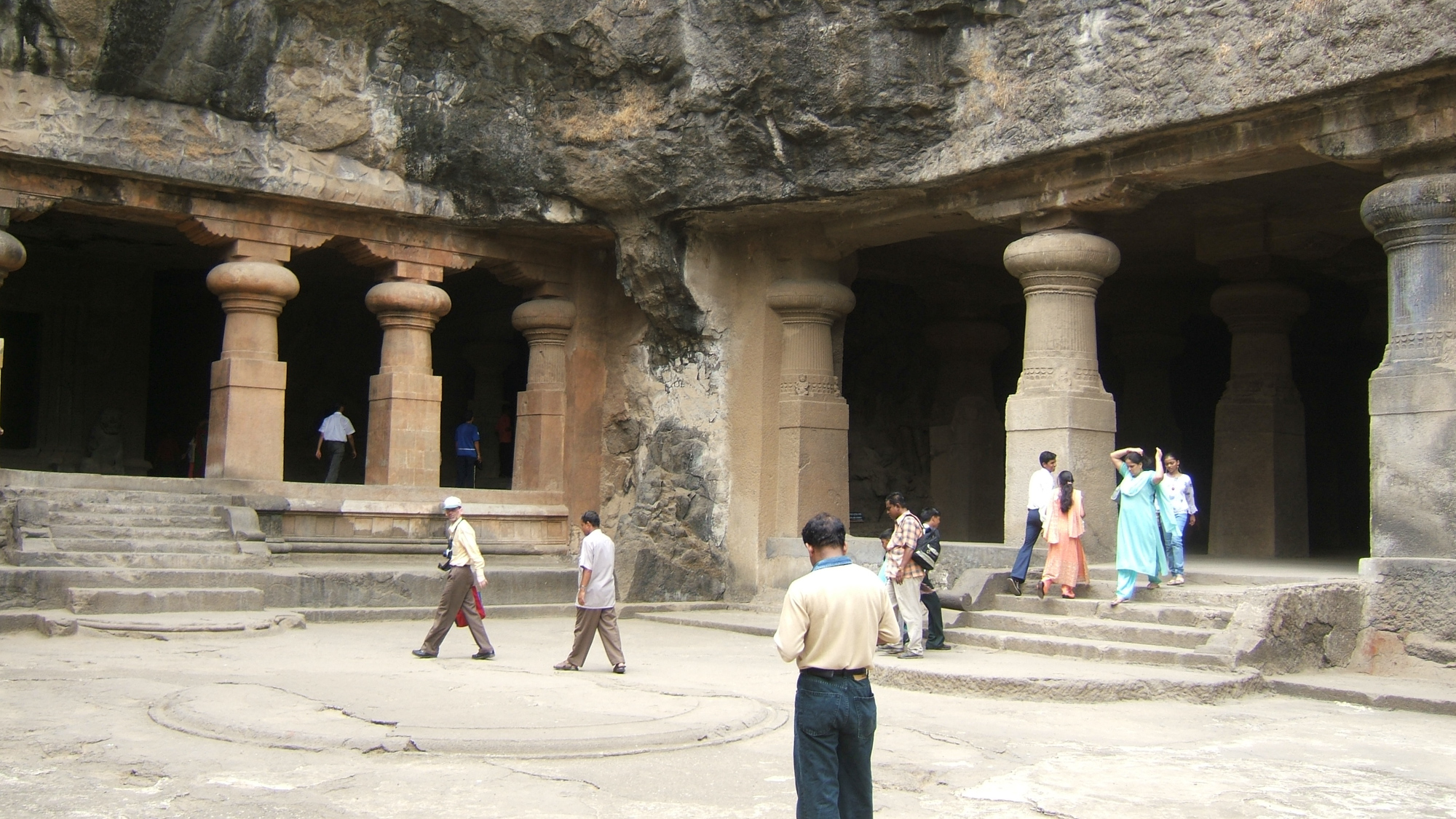
エレファンタ石窟群

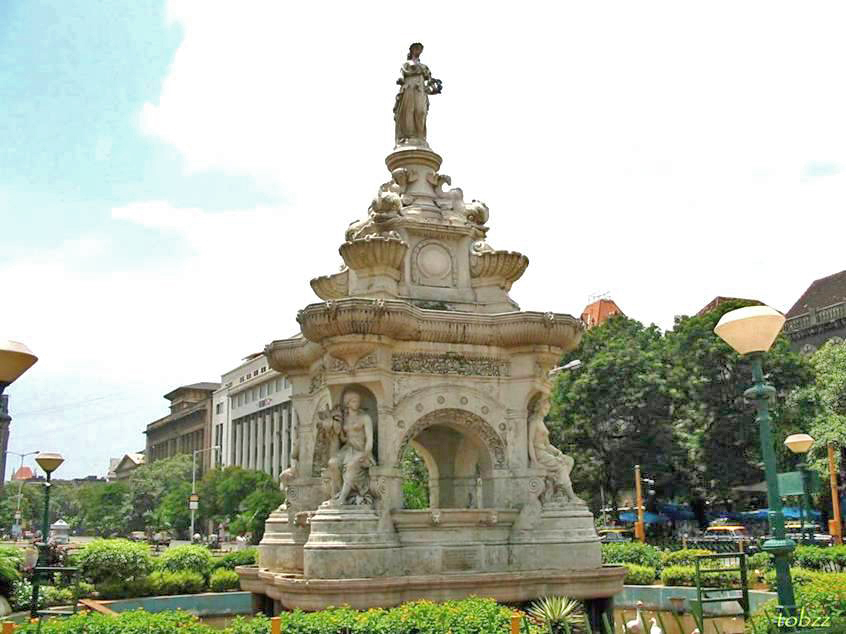
フローラの泉

- カーンヘーリー石窟群 -紀元前1世紀頃から造られた古代109もの仏教石窟群寺院。
- エレファンタ石窟群 - ユネスコの世界遺産に登録されているヒンドゥー教石窟寺院（ID244）
- シャンカール石窟
- インド門 - 高さ26m。港町ムンバイのシンボル。1911年にイギリスの当時の国王ジョージ5世とメアリー王妃の訪問を記念して、16世紀のグジャラート様式で建造された。
- タージマハル・ホテル
- チャットラパティ・シヴァージー駅（旧ヴィクトリア・ターミナス） - ユネスコの世界遺産に登録されている（ID945）
- チョウパーティー海岸
- チャットラパティ・シヴァージー博物館（旧プリンス・オブ・ウェールズ博物館）
- チャーチゲート(インド西部鉄道本部)
- マニ・バヴァン - インド建国の父マハトマ・ガンディーが1917年から1934年まで住んでいた家。現在はガンディー博物館となっている。
- ムンバイ高等裁判所 - ゴシック様式で1878年建造の建築。ムンバイのヴィクトリアン・ゴシックとアール・デコの遺産群の一部として2018年にユネスコの世界遺産に登録されている（ID1480）
- ジュフー海岸
- 国立現代美術館 - ジャハーンギール公会堂にある
- サンジャイ・ガンディー国立公園

## ギャラリー

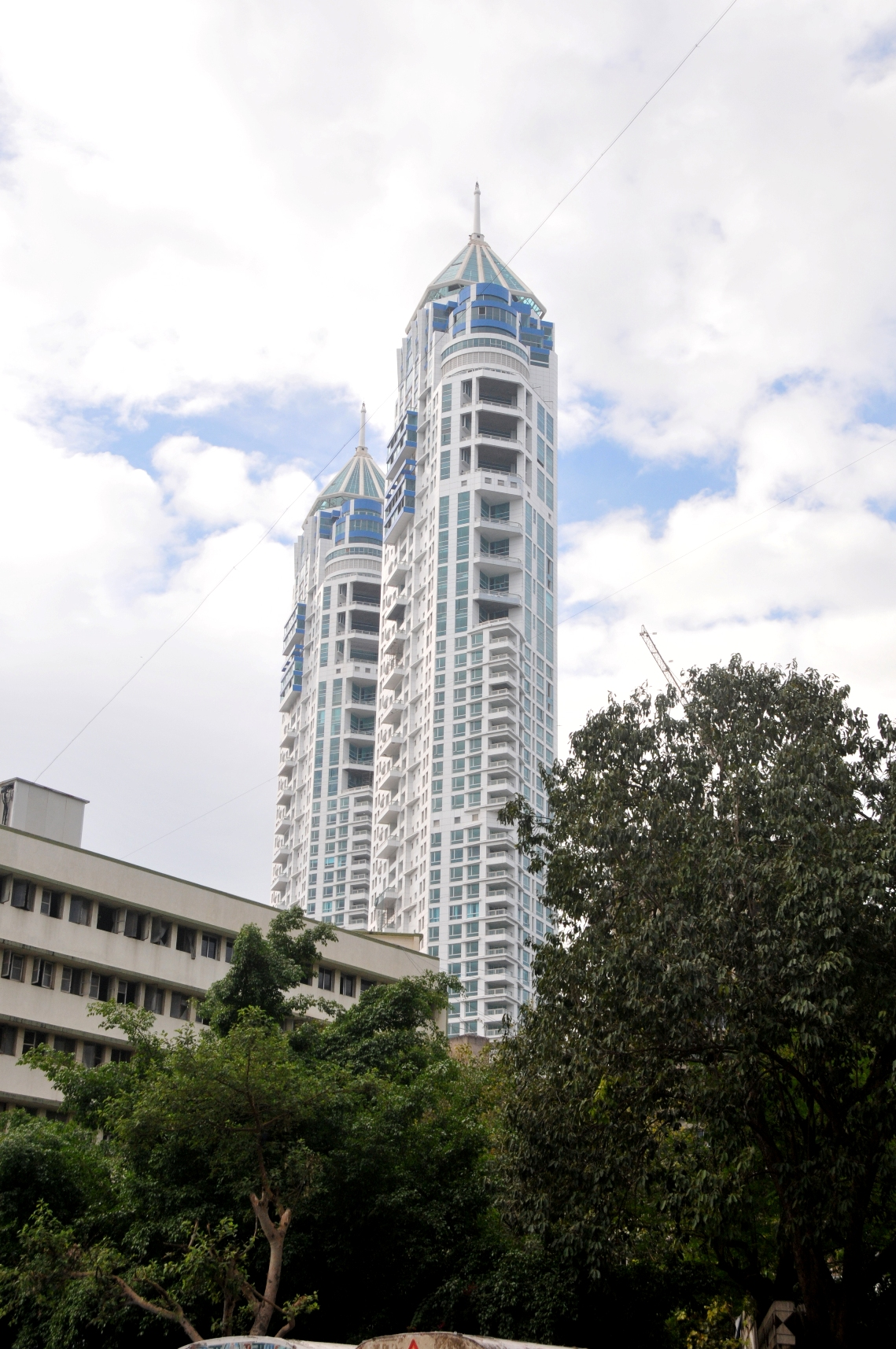
インペリアルツインタワー
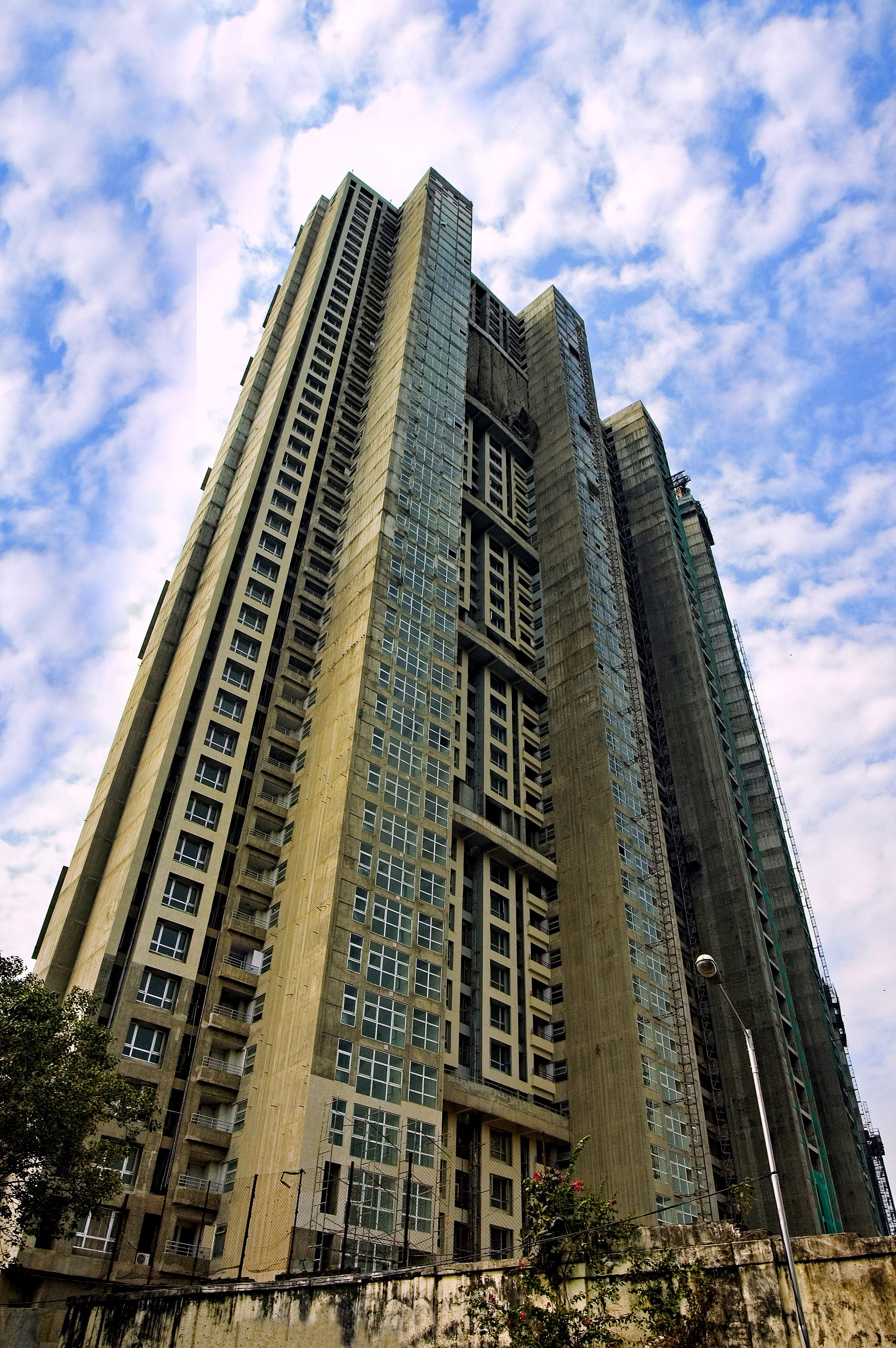
プラネットゴードレージ
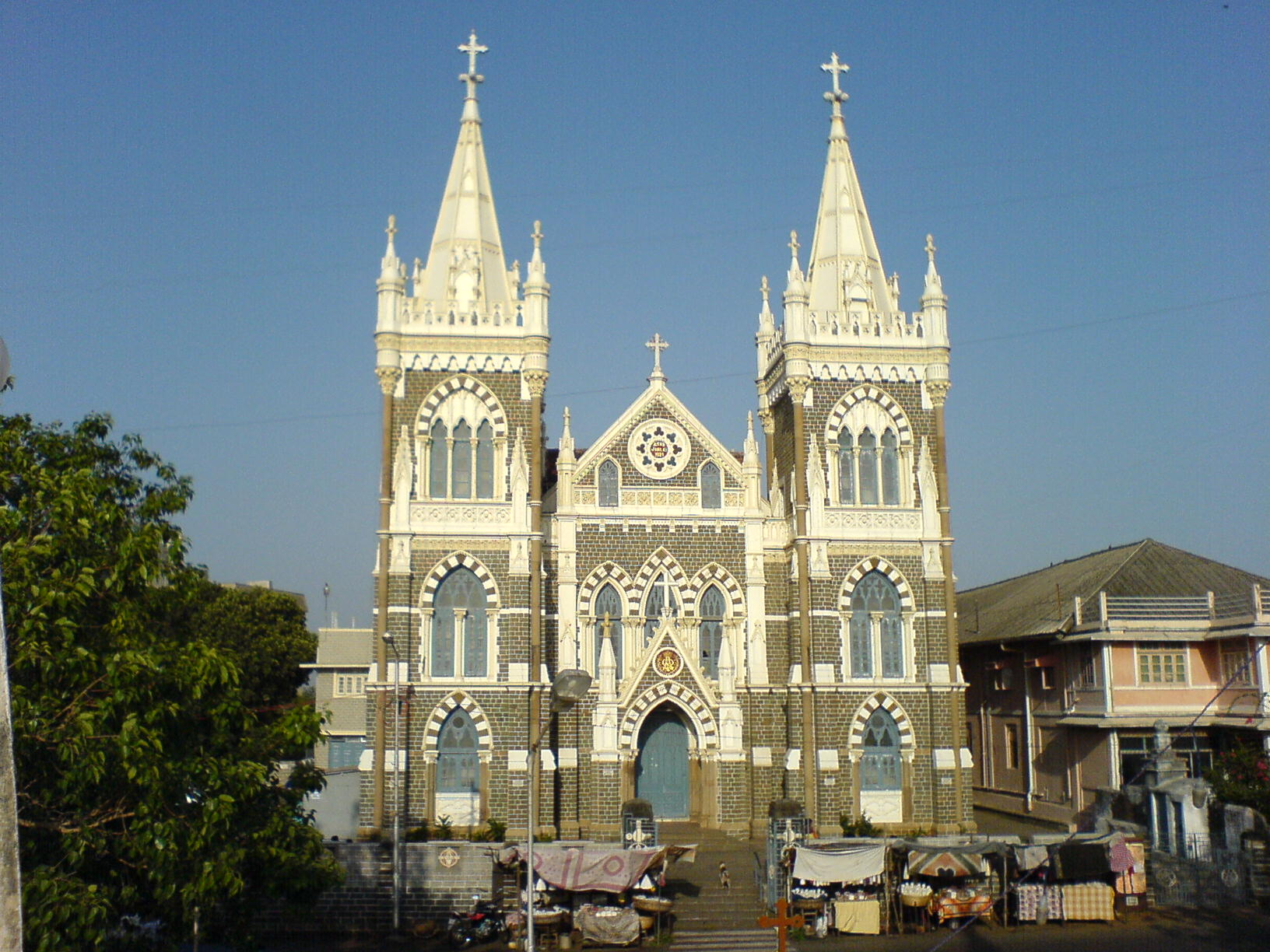
1760年マウントメアリー教会
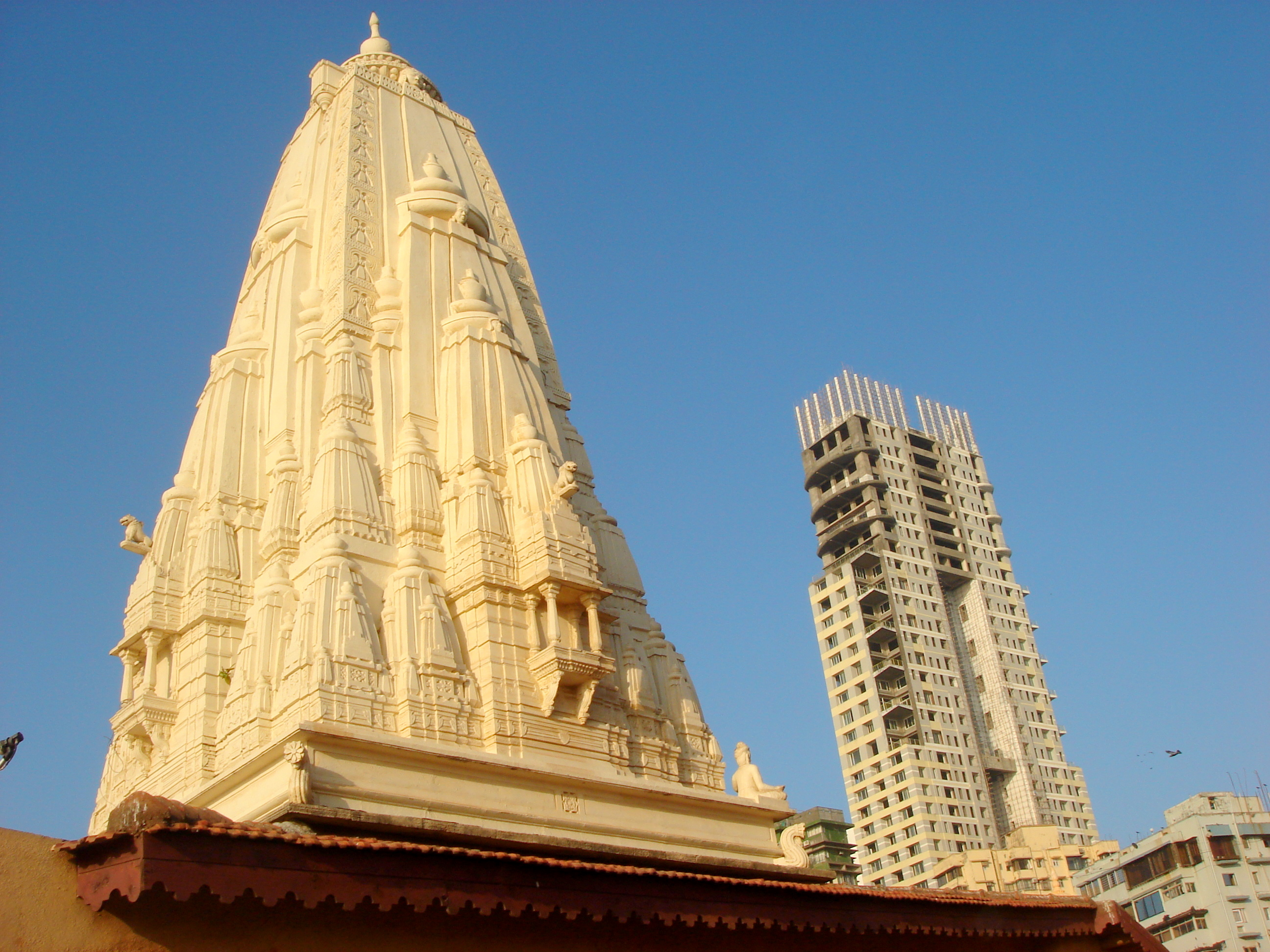
バンガンガ寺院
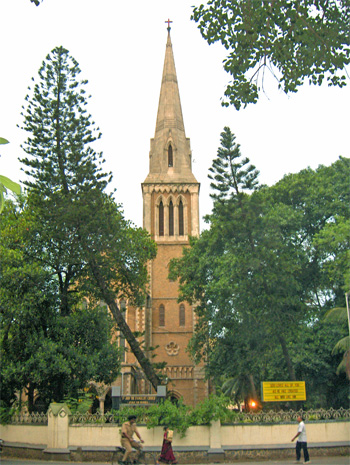
アフガン教会
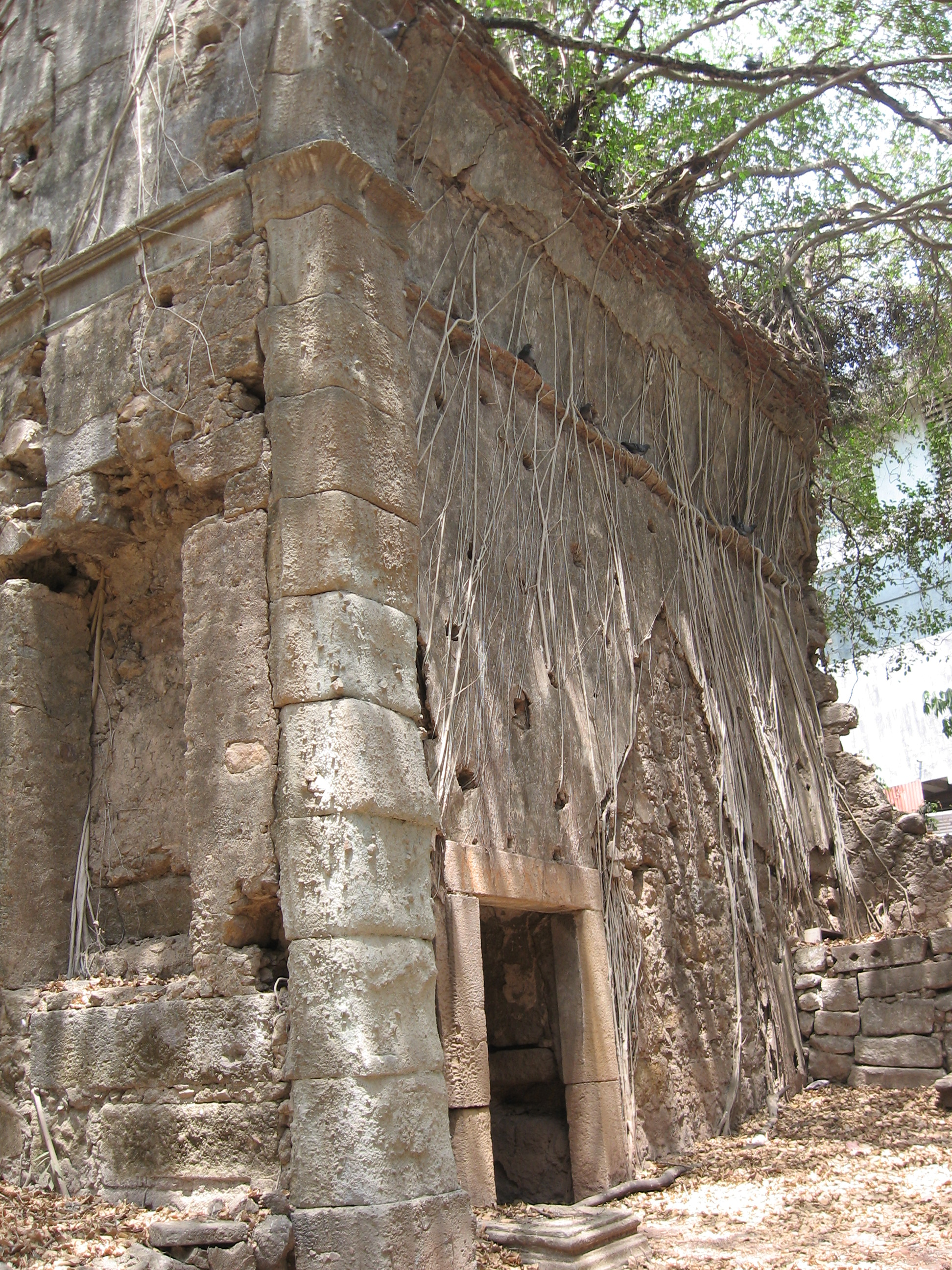
1579年、セントジョン·バプティスト教会
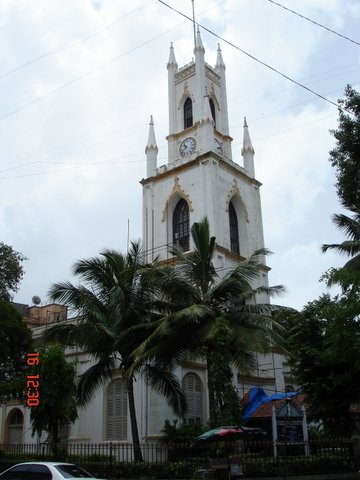
1718年、セントトーマス大聖堂
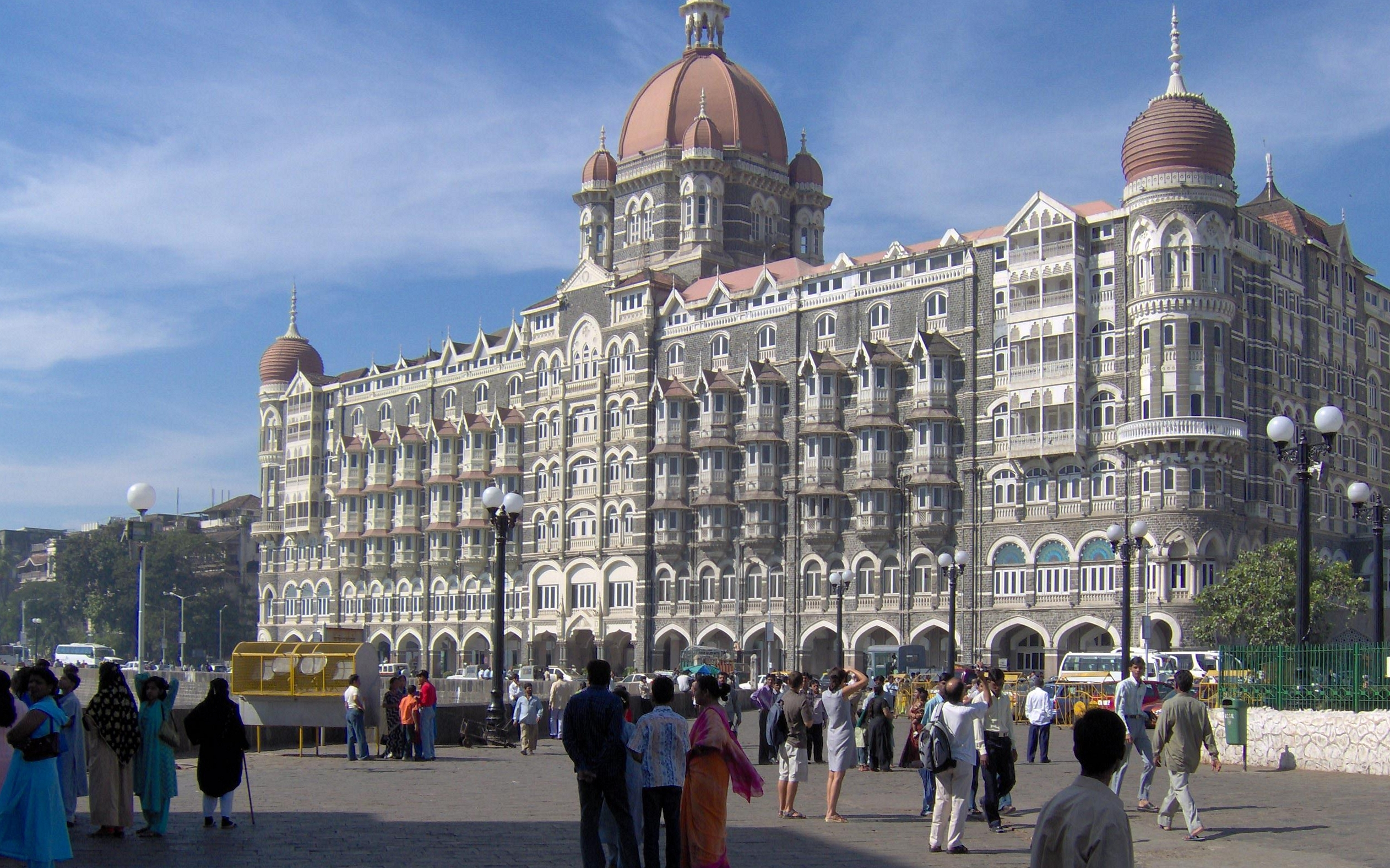
タージマハル・ホテル
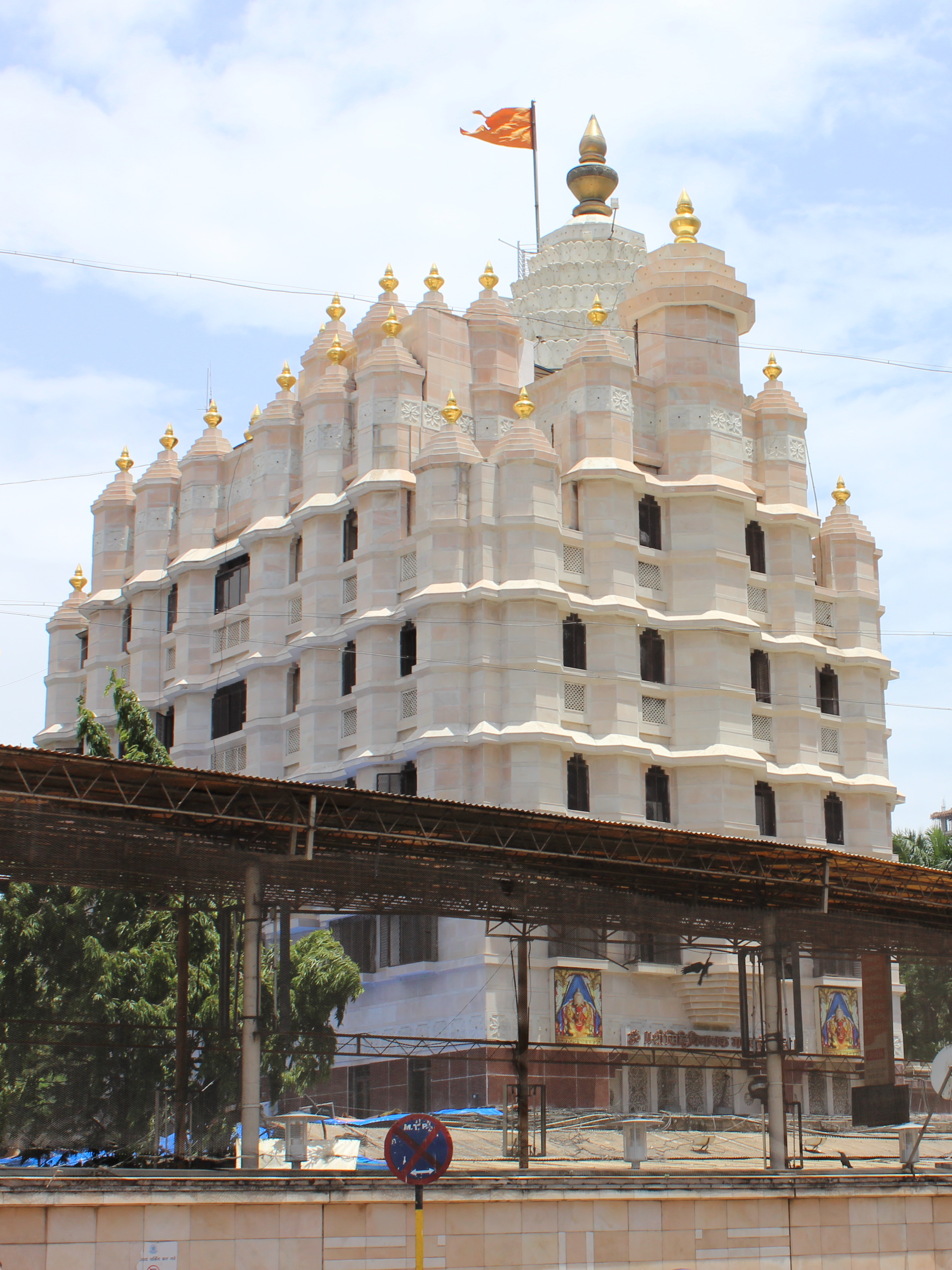
シッリヴィナーヤク寺院
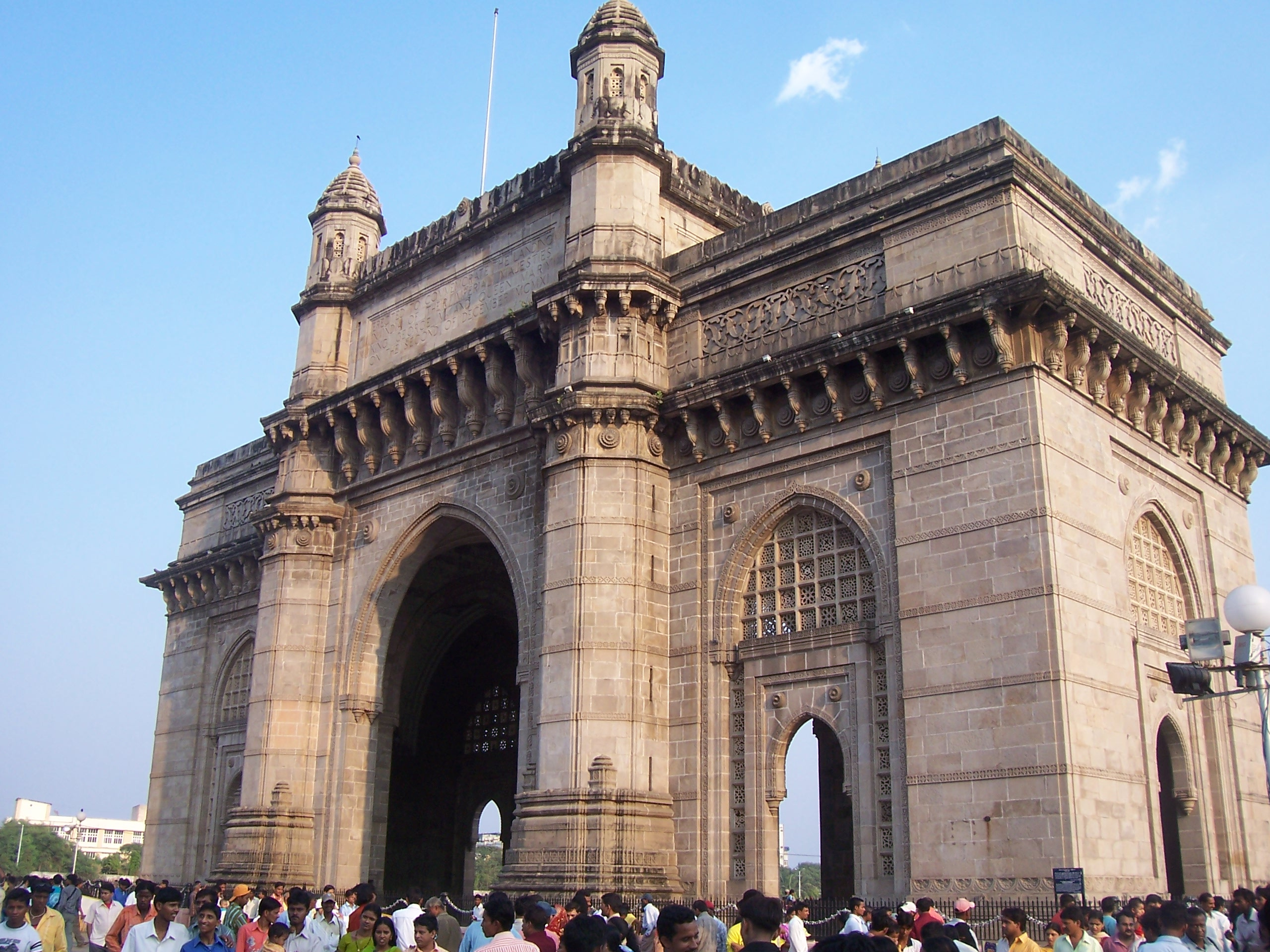
インド門
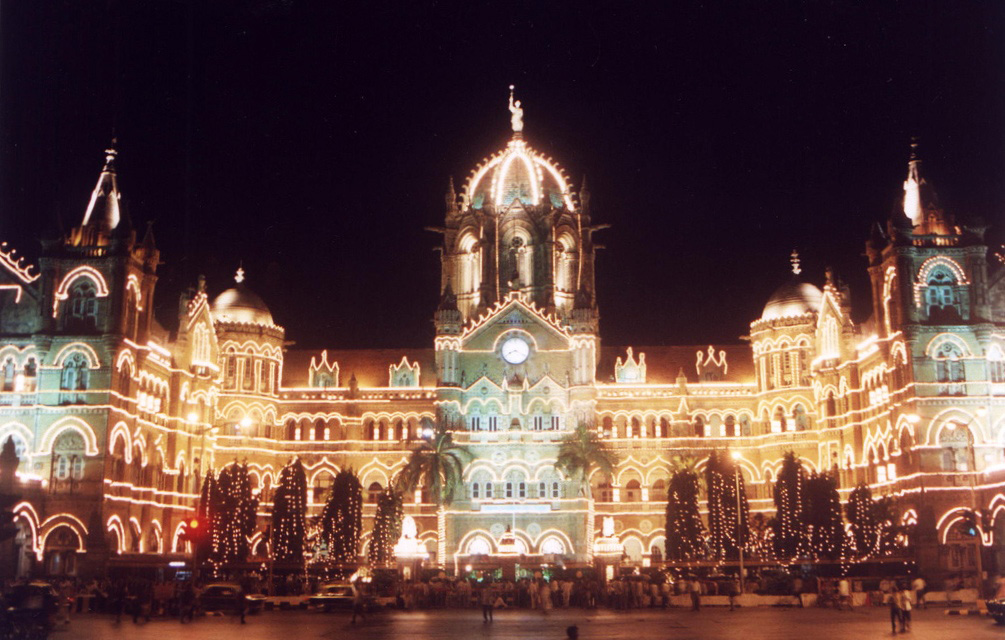
チャットラパティ・シヴァージー駅
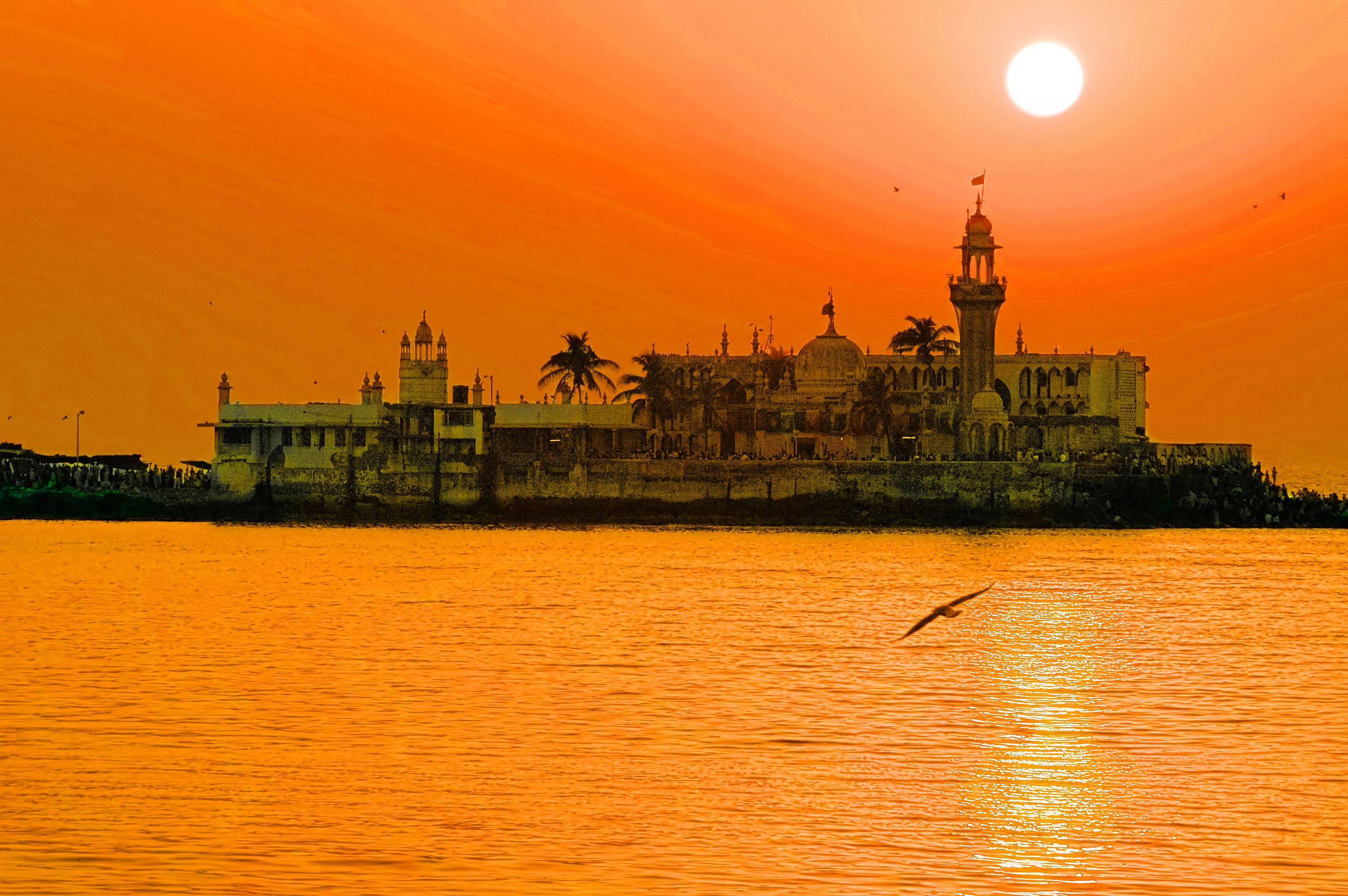
ハジアリ廟
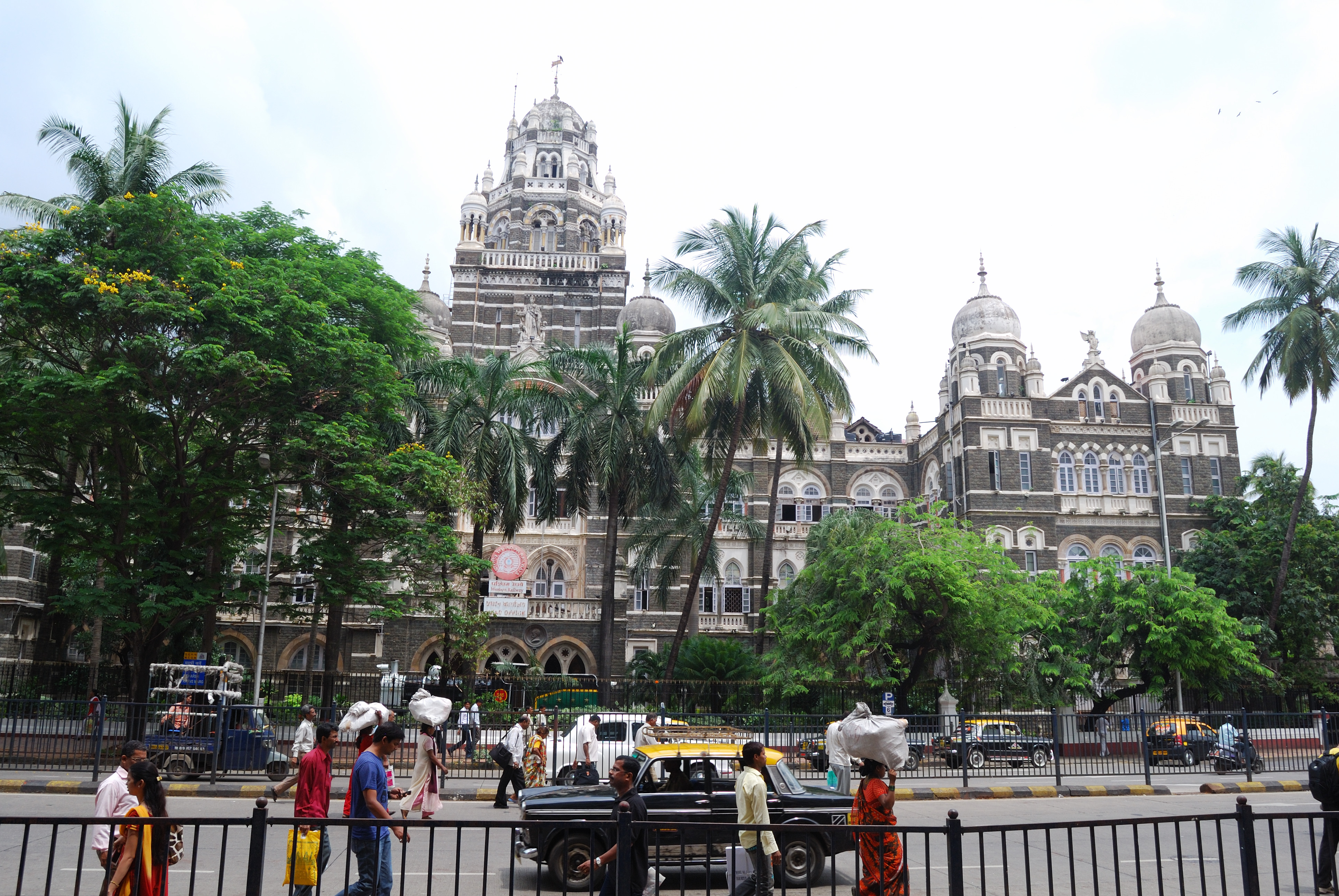
インド西部鉄道本部
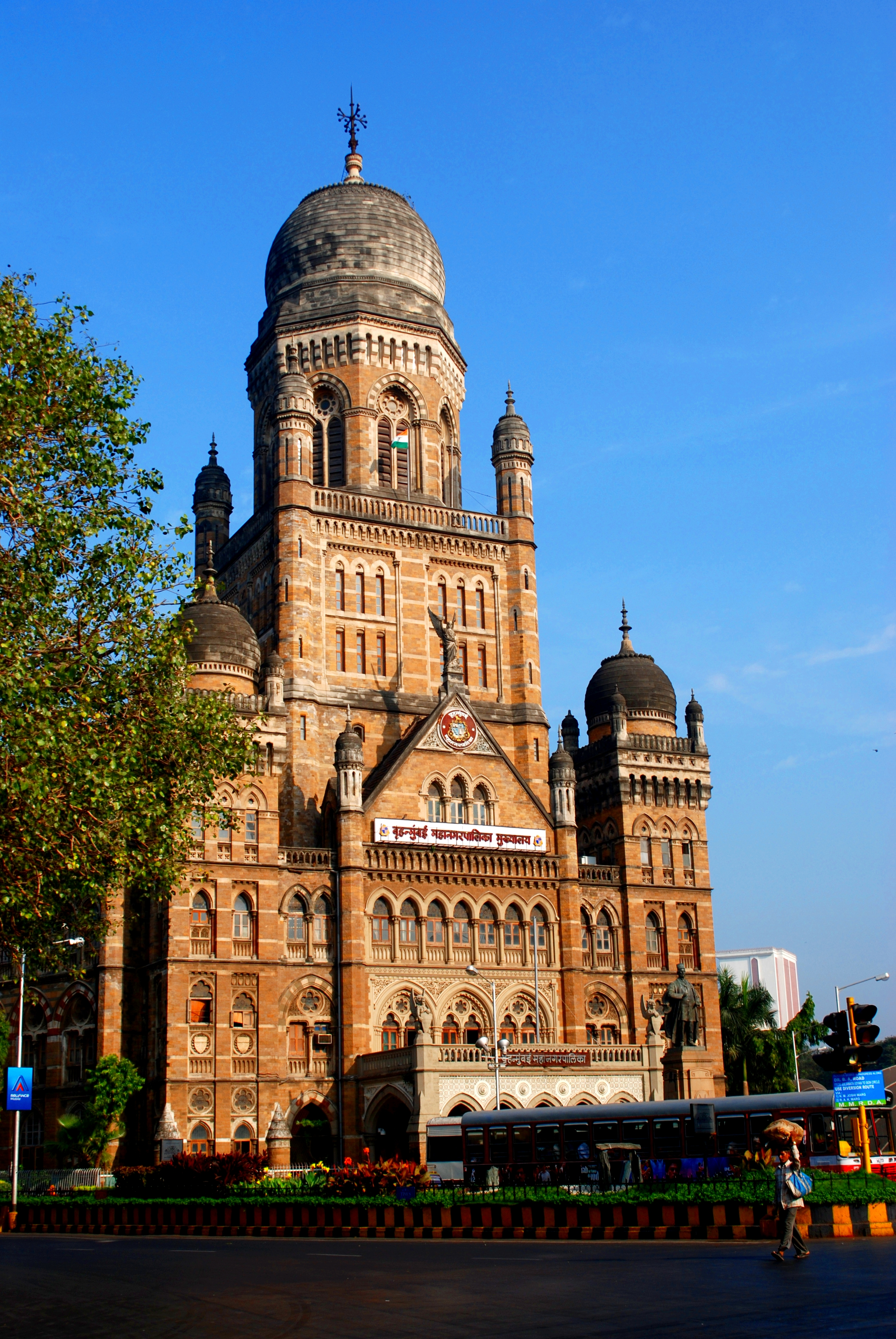
BMC
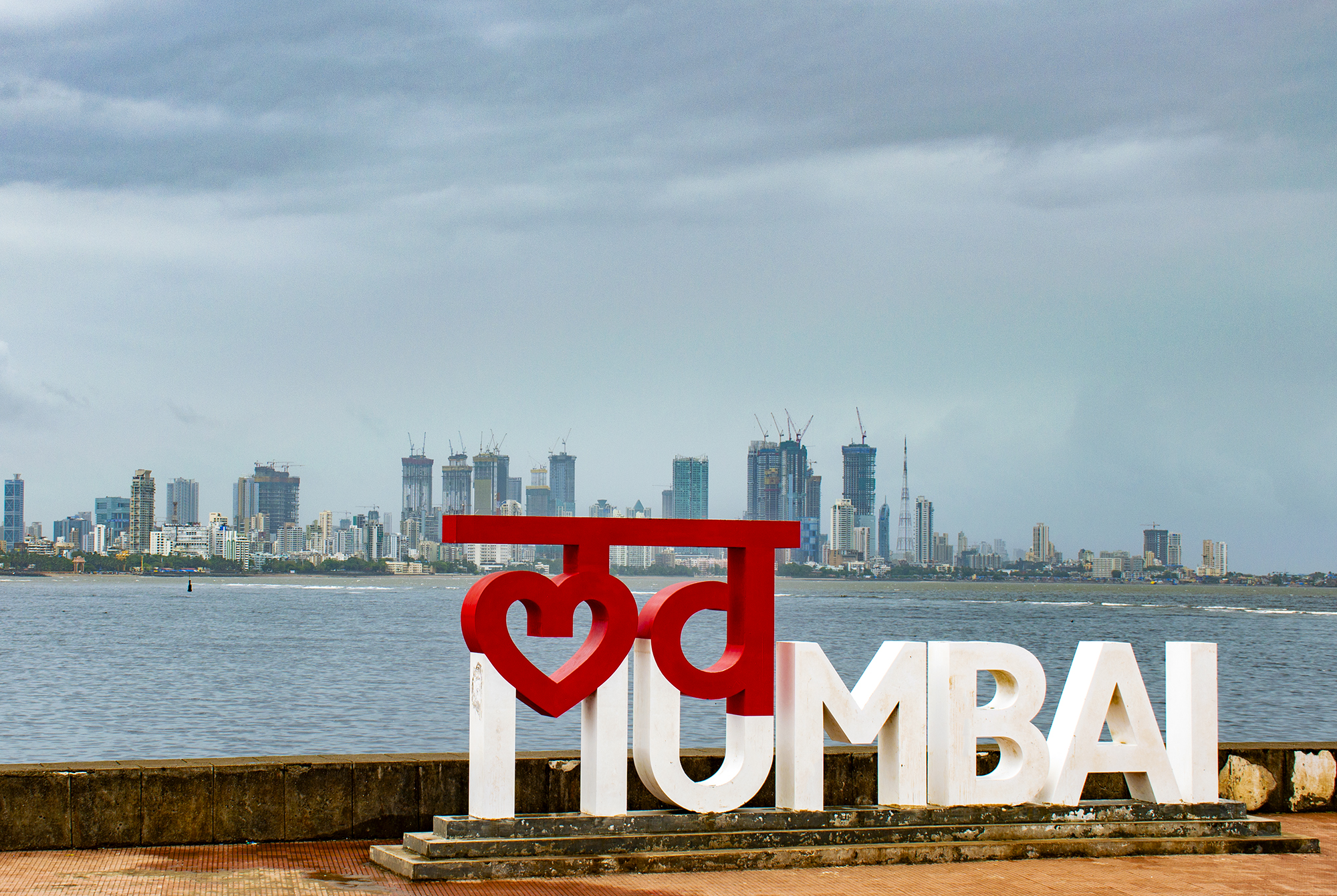
MUNBAI

## 文化

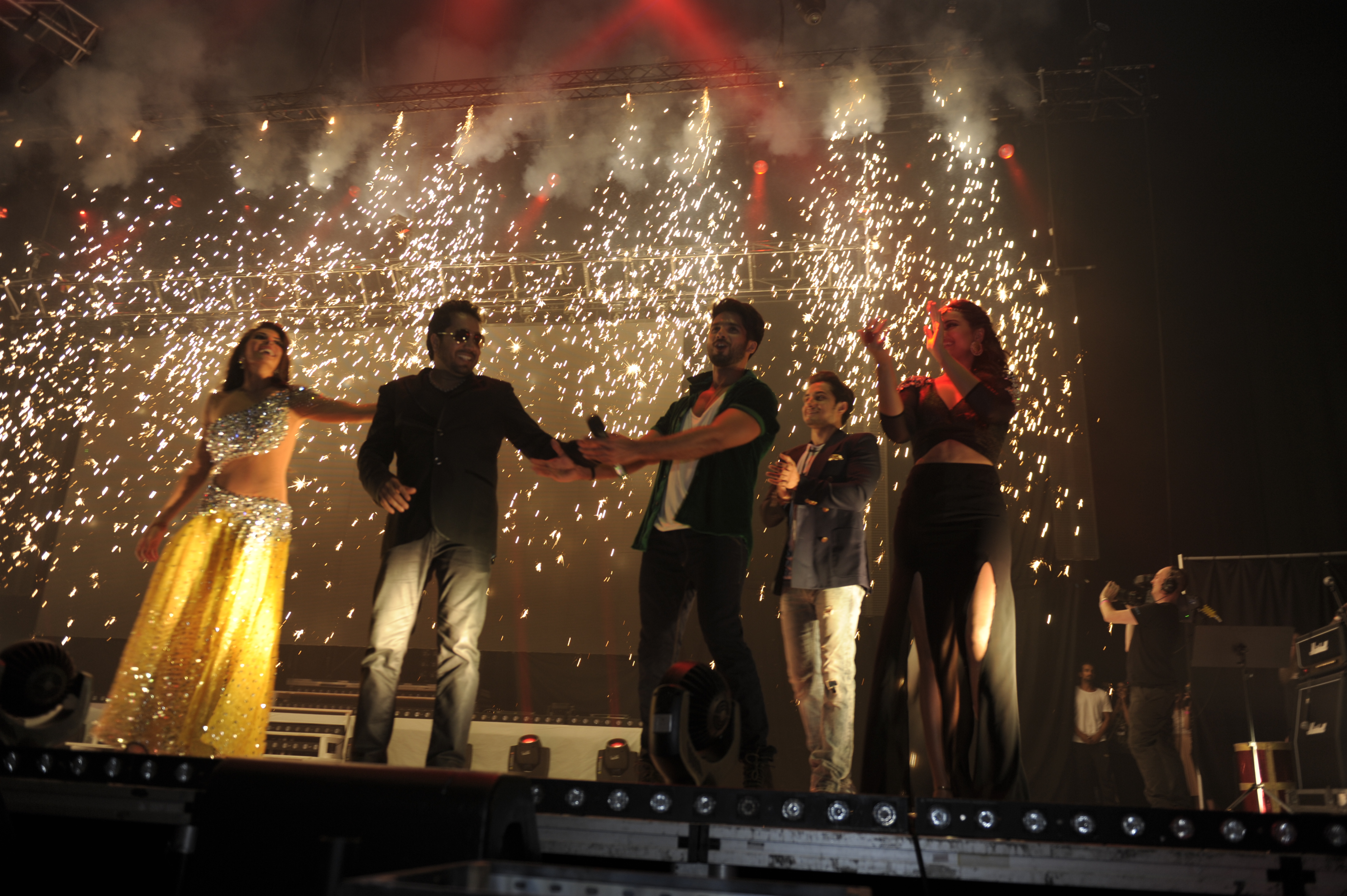
ボリウッドのショー

ムンバイはインドにおける国内各地の様々な集団や宗教・文化の集積地となっている。映画やテレビなどメディア産業における国内有数の拠点である。インドは、映画制作本数、観客総数とも世界一の映画大国で、年間の製作本数は、アメリカよりも多く、1979年に700本以上作られるようになってから、ほぼ毎年、同程度の製作本数を作り続けている。特にムンバイは制作会社や放送局が集まる一大拠点で、ムンバイ北インドを中心に国内各地で上映されている。ヒンディー語による娯楽映画はこの街にある巨大な撮影所（通称フィルムシティ）で多く制作されているため、街の旧名「ボンベイ」とハリウッドをもじった「ボリウッド」という映画の街としても知られている。映画業界団体「ムンバイアカデミー」が1997年にスタートさせたムンバイ国際映画祭があり、約65カ国の180作品ほどが上映される。

## スポーツ

### クリケット

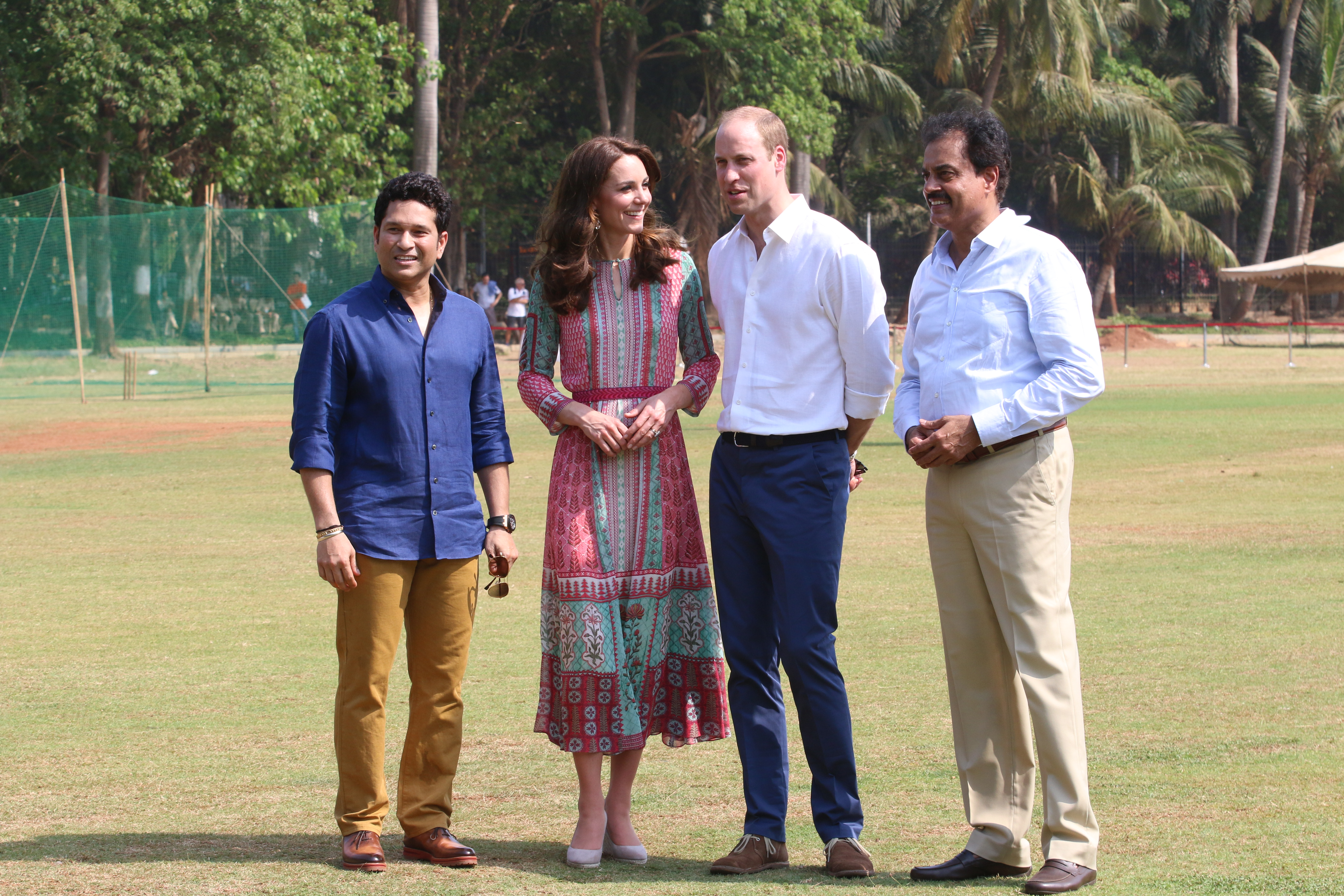
ムンバイ出身のレジェンドであるテンドルカール（左）。ムンバイ訪問中のウィリアム王子夫妻とクリケットをした。（2016年）

クリケットが圧倒的に一番人気のスポーツである。最も象徴的な現代エンターテイメントとも言われ、ボリウッド映画より人気が高いと評される。ムンバイにはインドのクリケット界を統括し代表するインドクリケット管理委員会が所在し、トゥエンティ20形式のプロリーグであるインディアン・プレミアリーグ（IPL）の本部もある。IPLのムンバイ・インディアンスは、歴代最多の優勝5度の名門チームである。2022年のフォーブスの発表によると、ムンバイ・インディアンスの資産価値は13億ドルであり、北米4大プロスポーツリーグのチームに劣らない規模がある。ワンケード・スタジアムを本拠地としている。2011年の第10回クリケットワールドカップ決勝は、ワンケード・スタジアムで行われインドが2度目の優勝を果たした。2023年には女子プロクリケットリーグの女子プレミアリーグ（WPL）が開幕し、ムンバイ・インディアンス (WPL)が開幕シーズンに初優勝した。
ムンバイ出身の著名なクリケット選手では、サチン・テンドルカールが挙げられる。テスト方式で史上最多の通算15,921得点（ラン）、ODI方式で史上最多の通算18,426得点を記録しており、テストとODIの合計で3万得点を越えている世界で唯一の人物である。様々な大記録を達成しているその業績から「クリケットの神様」とも評されている。

### サッカー
ムンバイを本拠地とするプロサッカークラブであるムンバイFC 、エア・インディア、FC ONGC FCは、現在、国内最上位リーグである I-リーグでプレーしている。

### 野球
- ベースボール・ユナイテッド
  - ムンバイ・コブラズ

## その他
- 血液型（ABO型分類）で、O型の亜種としてボンベイ型という型が存在する。これはムンバイで最初に発見された事に由来する。
- ボンベイ・サファイアというジンは、英国統治下のインドでジンが薬として飲まれていたことからの連想で、名付けられたとされている。

## 姉妹都市
ムンバイは以下の都市と姉妹都市となっている。
- 横浜、日本　1965年6月26日締結[47]
- サンクトペテルブルク、ロシア
- ロサンゼルス、アメリカ[48]
- ロンドン、イギリス
- ベルリン、ドイツ
- シュトゥットガルト、ドイツ
- 上海市、中国
- ヨハネスブルグ、南アフリカ共和国